# Maria Šarapovová
Maria Šarapovová, rusky Мария Юрьевна Шарапова, Marija Jurjevna Šarapova, (* 19. dubna 1987 Ňagaň), je bývalá ruská profesionální tenistka, stříbrná olympijská medailistka z Londýnských her 2012 a bývalá světová jednička ve dvouhře, která na čele strávila 21 týdnů. Od roku 1994 trvale žije ve Spojených státech.
Na okruhu WTA Tour vyhrála tři turnaje ve čtyřhře a třicet šest ve dvouhře, včetně všech čtyř Grand Slamů. Prvním z nich se stal Wimbledon 2004, na kterém zvítězila v sedmnácti letech po finálové výhře nad Serenou Williamsovou. Díky tomu pronikla do elitní světové desítky. Následovaly tituly z US Open 2006 a Australian Open 2008. Od srpna 2008 nehrála téměř dalších deset měsíců pro zranění ramene, kvůli kterému podstoupila v říjnu téhož roku operaci.
Kariéru obnovila v květnu 2009 a mezi deset nejlepších tenistek se vrátila téměř po dvou letech v březnu 2011. Triumfem na French Open 2012 se stala teprve desátou hráčkou historie a šestou v otevřené éře, která zkompletovala kariérní grandslam. Pátou trofej dobyla na Roland Garros 2014, kde si v závěrečném klání poradila s Rumunkou Simonou Halepovou.
V sezóně 2004 také zvítězila na Turnaji mistryň. Pětkrát odešla z finále Grand Slamu poražena. Poprvé podlehla na Australian Open 2007 Sereně Williamsové, ve Wimbledonu 2011 nestačila na Petru Kvitovou, na Australian Open 2012 prohrála s Viktorií Azarenkovou a konečně na French Open 2013 i Australian Open 2015 ji opět zdolala Serena Williamsová. V rámci nižší úrovně profesionálního tenisu – okruhu ITF, získala čtyři tituly ve dvouhře.
V březnu 2016 na tiskové konferenci v Los Angeles oznámila, že měla pozitivní dopingový nález na Australian Open 2016, za který ji v červnu téhož roku Mezinárodní tenisová federace (ITF) potrestala dvouletým zákazem startu. Následující týden se proti verdiktu odvolala k Mezinárodní sportovní arbitráži, jež na počátku října 2016 trest snížila na 15měsíční období s uplynutím 26. dubna 2017. Na dvorce se vrátila divokou kartou na stuttgartském Porsche Tennis Grand Prix 2017. V den uplynutí trestu vyřadila Italku Robertu Vinciovou.
Na prvním místě singlového světového žebříčku byla klasifikována v pěti oddělených obdobích. Poprvé od 22. srpna 2005 pouze jeden týden a popáté čtyři týdny do 9. července 2012. Ve čtyřhře jí v červnu 2004 nejvýše patřilo 41. místo. Od července 2013 do roku 2014 ji trénovala bývalá světová jednička Jimmy Connors, který nahradil Švéda Thomase Hogstedta, s nímž tenistka spolupracovala od roku 2011. K ukončení spolupráce se Švédem došlo po jejím časném vypadnutí ve Wimbledonu 2013. Dříve tuto roli mnoho let plnil Michael Joyce a také otec Jurij Šarapov. Od sezóny 2014 byl hlavním koučem Nizozemec Sven Groeneveld, s nímž se rozešla pro pokles formy a po vyřazení z březnového Indian Wells Masters 2018.
Kromě tenisu se věnuje modelingu a reklamním aktivitám. Nafotila sérii fotek pro časopis Sports Illustrated Swimsuit Issue. Propaguje výrobky společností jakými jsou Nike, Prince či Canon a její tvář byla spojena s několika módními domy, nejvíce pak s Cole Haan. V letech 2005 a 2008 se stala nejvyhledávanějším sportovcem na Yahoo!. Od února 2007 působí v roli velvyslankyně dobré vůle podílející se na programu obnovy po černobylské havárii. V červnu 2011 ji časopis Time zařadil mezi „30 ženských legend tenisu: Minulosti, přítomnosti a budoucnosti“ a v březnu 2012 se v televizní anketě stanice Tennis Channel nazvané 100 Greatest of All Time – sto největších tenistů všech dob, umístila na 71. místě. Na zahajovacím ceremoniálu Letních olympijských hrách 2012 v Londýně byla vlajkonoškou ruské výpravy.
V ruském fedcupovém týmu debutovala v roce 2008 čtvrtfinálovým duelem Světové skupiny proti Izraeli, v němž dopomohla Ruskám k postupu dvěma výhrami nad Obzilerovou i Pe'erovou. Daný ročník tak byla součástí ruského družstva, které Fed Cup vyhrálo. Do roku 2018 v soutěži nastoupila k pěti mezistátním utkáním s bilancí 7–1 ve dvouhře a 0–0 ve čtyřhře.
Patří do skupiny tenistek s výrazným hlasovým projevem při odehrání míče. Intenzita výkřiků dosahuje až 105 decibelů, čímž se vyrovná zvuku sirény. Časopis Forbes ji opakovaně označil za nejbohatší sportovkyni světa a její roční příjmy odhadl na zhruba 25 milionů dolarů.

## Osobní život

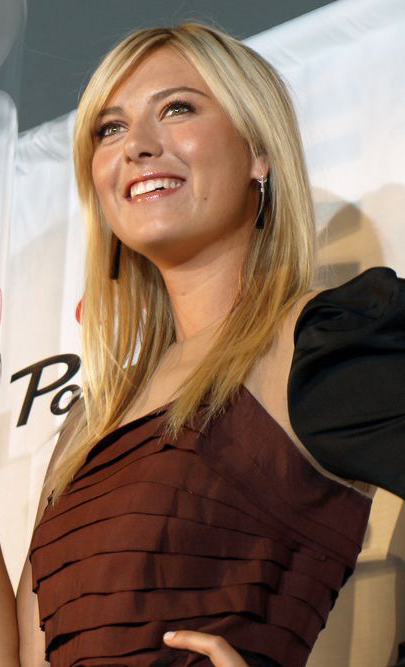
Šarapovová prezentuje svou kolekci Canon Powershot Diamond, 2008

Maria Šarapovová se narodila v roce 1987 v západosibiřském městě Ňagaň, ležícím v Chantymansijském autonomním okruhu Ťumeňské oblasti, jenž tehdy náležel do Ruské sovětské federativní socialistické republiky. Její rodiče jsou Jurij a Jelena Šarapovovi, kteří pocházejí z běloruského města Homel. Na Sibiř se přestěhovali krátce před jejím narozením z obav před následky černobylské havárie. Homel se nachází sto padesát kilometrů od atomové elektrárny, v níž došlo ke katastrofě.
Od dvou let žila s rodiči v Soči u Černého moře, kde se otec spřátelil s Alexandrem Kafelnikovem, jehož syn Jevgenij se stal historicky první ruskou světovou jedničkou v mužském tenisu. Ve čtyřech letech dostala Maria od Alexandra Kafelnikova první tenisovou raketu, s níž začala pravidelně trénovat v místním parku. Poté se jí ujal trenér Jurij Jutkin, který u začínající hráčky rozpoznal tenisový talent a prohlásil, že dívka disponuje výjimečnou „koordinací rukou a očí“. Ve svých sedmi letech navštívila Maria moskevský kurz vedený českoamerickou tenisovou legendou Martinou Navrátilovou, na jejíž doporučení pak odcestovala s úmyslem trénovat ve známé Tenisové akademii (IMG Academy) vedené Nickem Bollettierim v Bradentonu na Floridě. Z této akademie vzešly další světové tenisové jedničky jako Andre Agassi, Monika Selešová či Martina Hingisová.

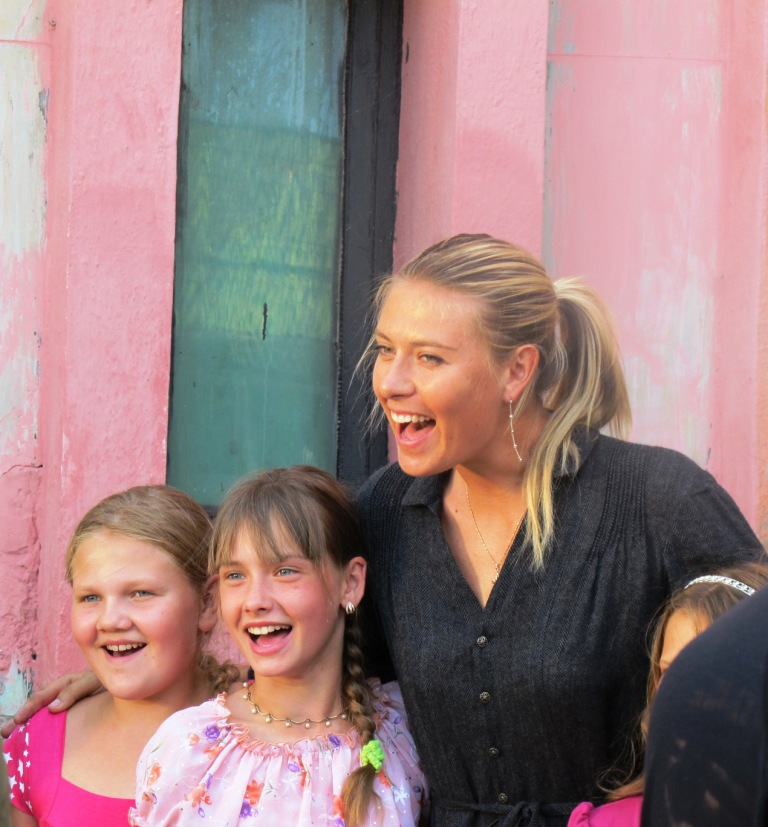
Spolu s homelskými dětmi, žijícími v lokalitě černobylské havárie

Na cestu do zámoří uskutečněnou v roce 1994 si musel otec Jurij Šarapov vypůjčit finanční hotovost. Od tohoto data tenistka trvale bydlí ve Spojených státech. Vízové omezení platné pro ruské občany zabránilo její matce po dva roky odcestovat za manželem a dcerou na Floridu. Po příchodu do Bradentonu měl Mariin otec u sebe na hotovosti pouze 700 dolarů a neovládal angličtinu. Proto začal pracovat v málo placených zaměstnáních, včetně mytí nádobí, s cílem zaplatit tenisové hodiny dceři, než dosáhne minimální věkové hranice k přijetí do akademie.
V roce 1995 podepsal Jurij Šarapov za svou dceru smlouvu s IMG Academy. Tenisová akademie se smluvně zavázala, že nebude požadovat úhradu každoročního školného ve výši 35 000 dolarů. Ve svých devíti letech mohla tedy Šarapovová vstoupit do akademie vedené Nickem Bollettierim jako řádná žačka. IMG Academy provozuje v Bradentonu nejen tenisovou akademii, ale i další sportovní školy. Je součástí (division) významné promotérské společnosti IMG se sídlem v New Yorku.
Od října 2010 byl snoubencem Marie Šarapovové slovinský profesionální basketbalista Saša Vujačić. K ukončení jejich vztahu došlo v létě 2012. K létu 2014 udržovala více než jednoroční vztah s bulharským tenistou Grigorem Dimitrovem.

## Tenisová kariéra

### 2000–2002: Vstup do ženského tenisu
Poprvé na sebe upozornila v listopadu 2000, kdy jako třináctiletá vyhrála dorostenecký turnaj Eddie Herr International Junior Tennis Championships hraný v kategorii dívek do šestnácti let. Poté obdržela zvláštní cenu „Rising Star Award“, udělovanou pouze nadějným mladým hráčům s velkým příslibem.
Debut mezi profesionály se uskutečnil v sezóně 2001. Premiérový zápas na okruhu WTA Tour odehrála v březnu 2002, když nastoupila k utkání na Pacific Life Open v Indian Wells proti Američance Brie Rippnerové, které vyhrála, aby ji poté vyřadila světová devítka Monika Selešová. Pro omezení maximálního počtu ženských turnajů u mladých hráček, pokračovala souběžně také na juniorském okruhu, na němž se probojovala do finále dvouhry na Australian Open 2002 a  Wimbledonu 2002. Na prvním z nich se dokonce stala nejmladším finalistou v historii této juniorky, když k boji o titul nastoupila ve čtrnácti letech a devíti měsících.

### 2003: Nováček roku a první dva tituly
Od sezóny 2003 se věnovala pouze ženskému okruhu, což znamenalo také rychlý vzestup na žebříčku WTA, a to až mezi prvních padesát tenistek v konečné roční klasifikaci. Debutovala také na dvou seniorských grandslamech, ovšem jak na Australian Open, tak na pařížském French Open, skončila již v úvodním kole. Až v letní části sezóny hrané na trávě začala naplňovat příslib mladého talentu, když poprvé porazila hráčku elitní dvacítky, a to světovou patnáctku Jelenu Dementěvovou na DSF Clasic, na němž se probojovala do premiérového semifinále události WTA Tour. Ve Wimbledonu obdržela divokou kartu a po výhře nad jedenáctou nasazenou Jelenou Dokićovou došla do osmifinále, v němž zůstala po třísetovém utkání na raketě Rusky Světlany Kuzněcovové.
Do konce září vyhrála premiérový titul na tokijském turnaji Japan Open Tennis Championships a v říjnu přidala druhý triumf z québeckého Bell Challenge. její výkony v první plně profesionální sezóně ocenila WTA cenou pro nejlepšího nováčka roku. Zakončila ji na 32. místě.

### 2004: Wimbledonský triumf a průnik do elitní desítky

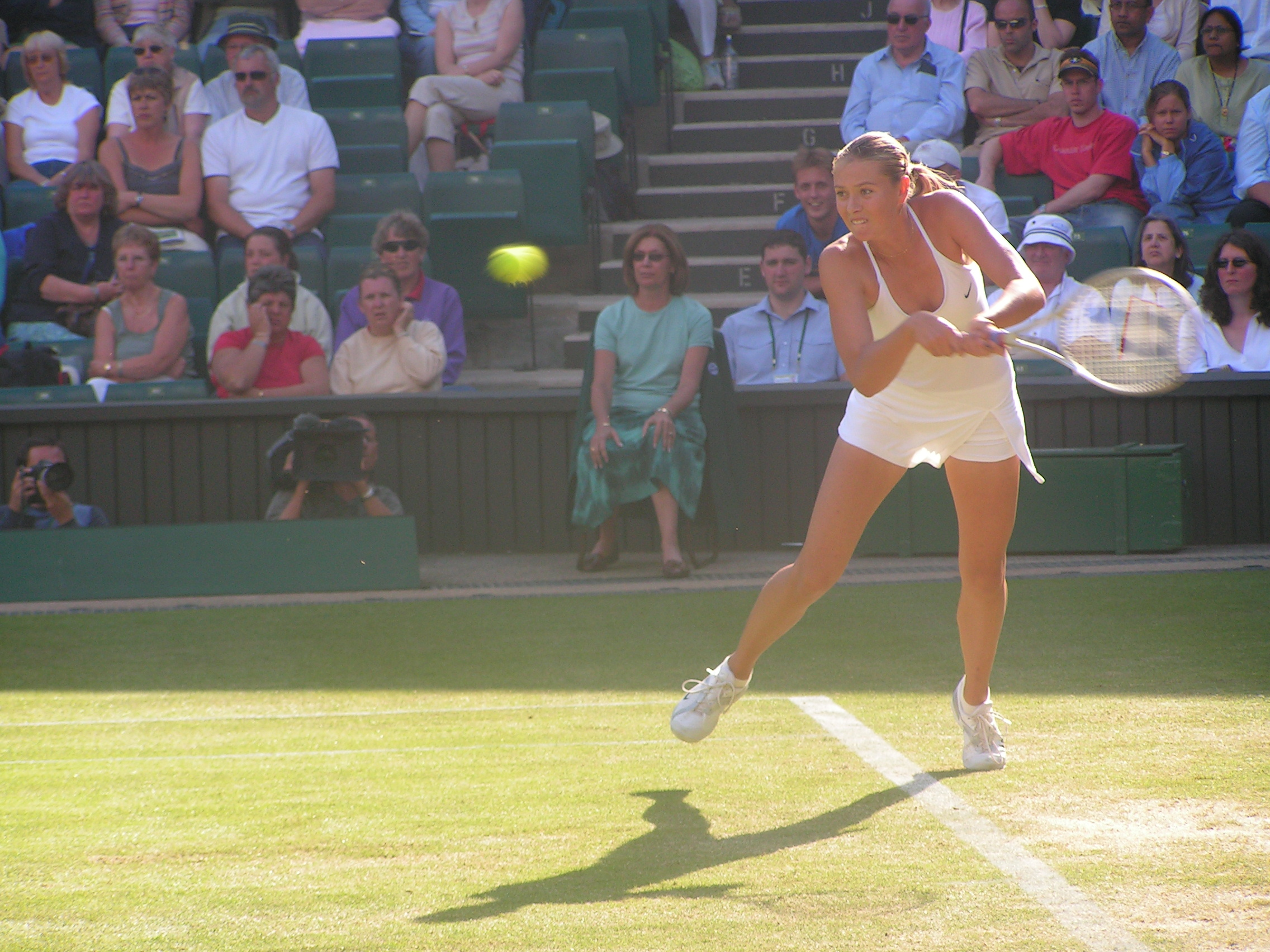
Sedmnáctiletá na cestě za wimbledonským titulem

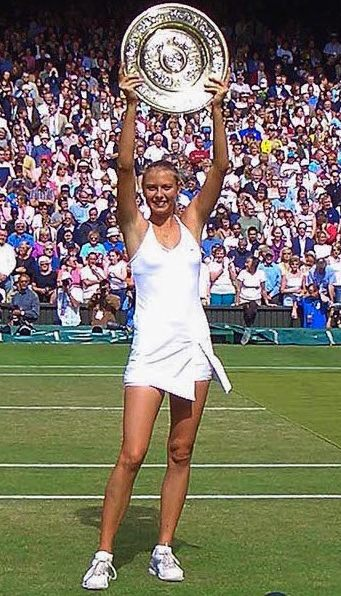
S mísou Venus Rosewater pro vítězku Wimbledonu

Na úvodním melbournském grandslamu Australian Open vypadla ve třetím kole se sedmou nasazenou Ruskou Anastasií Myskinovou. Nejlepším výsledkem jarní části bylo semifinále na americkém Regions Cellular South Cupu, na němž podlehla vítězce turnaje Věře Zvonarevové.
Během antukové části sezóny postoupila na žebříčku poprvé mezi elitní dvacítku hráček, když zaznamenala účasti ve třetích kolech turnajů WTA Tier I, a to na berlínském Qatar Telecom German Open a římském Rome Masters. K tomu přidala debutovou výhru nad tenistkou první světové desítky, když porazila desátou hráčku Jelenu Dementěvovou, která si posléze zahrála finále na French Open. Na druhém grandslamu se Šarapovová dostala do čtvrtfinále, v němž ji přehrála Paola Suárezová.
Třetí titul kariéry si připsala během wimbledonské přípravy na DFS Classic v Birminghamu, když ve finále zdolala Francouzku Taťánu Golovinovou.
V sedmnácti letech vstupovala do nejslavnějšího turnaje světa ve Wimbledonu z pozice třinácté nasazené. Výhrou nad Japonkou Ai Sugijamovou dosáhla premiérové účasti v grandslamovém semifinále. V něm si poradila s turnajovou pětkou a bývalou vítězkou této události Lindsay Davenportovou. V boji o mísu Venus Rosewater se střetla s nejvýše nasazenou a favorizovanou obhájkyní titulu Serenou Williamsovou.
Překvapivou wimbledonskou výhrou se stala třetí nejmladší ženskou vítězkou londýnského grandslamu v historii, když se věkem zařadila za ještě mladší Lottie Dodovou a Martinu Hingisovou. Současně představovala druhou Rusku, která dosáhla na grandslamový titul ve dvouhře, když ji o necelý měsíc předstihla Anastasija Myskinová triumfem na Roland Garros. Washington Postu vítězství označil jako „nejúžasnější výhru, kterou pamatujeme“. Jiná média Šarapovové přiřkla roli nové vyzyvatelky dominantního postavení sester Williamsových ve Wimbledonu. Po tomto vítězství poprvé v kariéře pronikla do elitní světové desítky.
Po zisku stříbrné mísy Venus Rosewater o ni významně stoupl zájem masmédií. Zvýšená vlna popularity byla nazvána spojením obsahujícím slovo mánie jako „Maria Mania.“ V přípravě na poslední grandslam sezóny vyhrála ale pouze tři ze šesti utkání. Na US Open pak zvítězila v prvních třech kolech, aby ji v osmifinále vyřadila Francouzka Mary Pierceová. V podzimní části roku si pak zvýšila sebedůvěru dvěma tituly z asijských turnajů, nejdříve na Hansol Korea Open Tennis Championships, a poté úspěšnou obhajobou na Japan Open Tennis Championships.
V říjnu se probojovala do prvního finále turnaje kategorie WTA Tier I, a to ve švýcarském Zürich Openu, když cestou do něj zdolala Venus Williamsovou. V boji o titul však nestačila na Australanku Alicii Molikovou. Poslední událostí roku byl debutový start na Turnaji mistryň. Dvě ze tří utkání ženské dvouhry základní skupiny dokázala vyhrát, včetně duelu s aktuální šampiónkou US Open Světlanou Kuzněcovovou, což ji zajistilo postup do semifinále. V něm si poradila s další Ruskou Myskinovou a ve finále zopakovala wimbledonský výkon, když na ni podruhé nestačila Serena Williamsová. Stala se tak právě po Williamsové (2001) druhou tenistkou, jíž se podařilo zvítězit na závěrečné události sezóny hned při prvním startu.

### 2005: Nástup na tenisový trůn

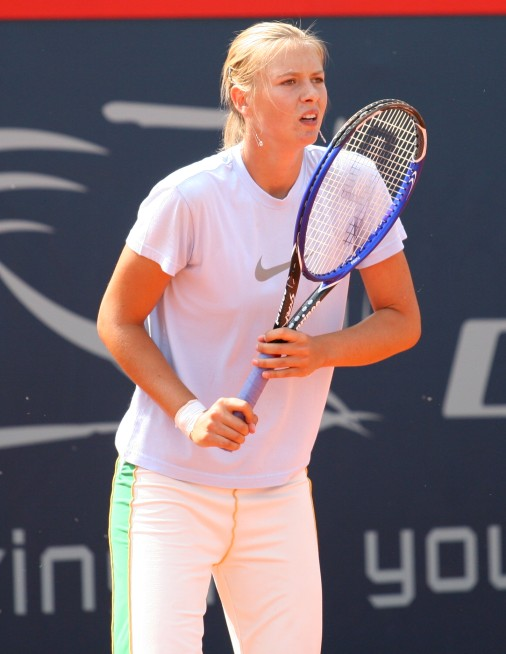
Trénink během Qatar Total German Open

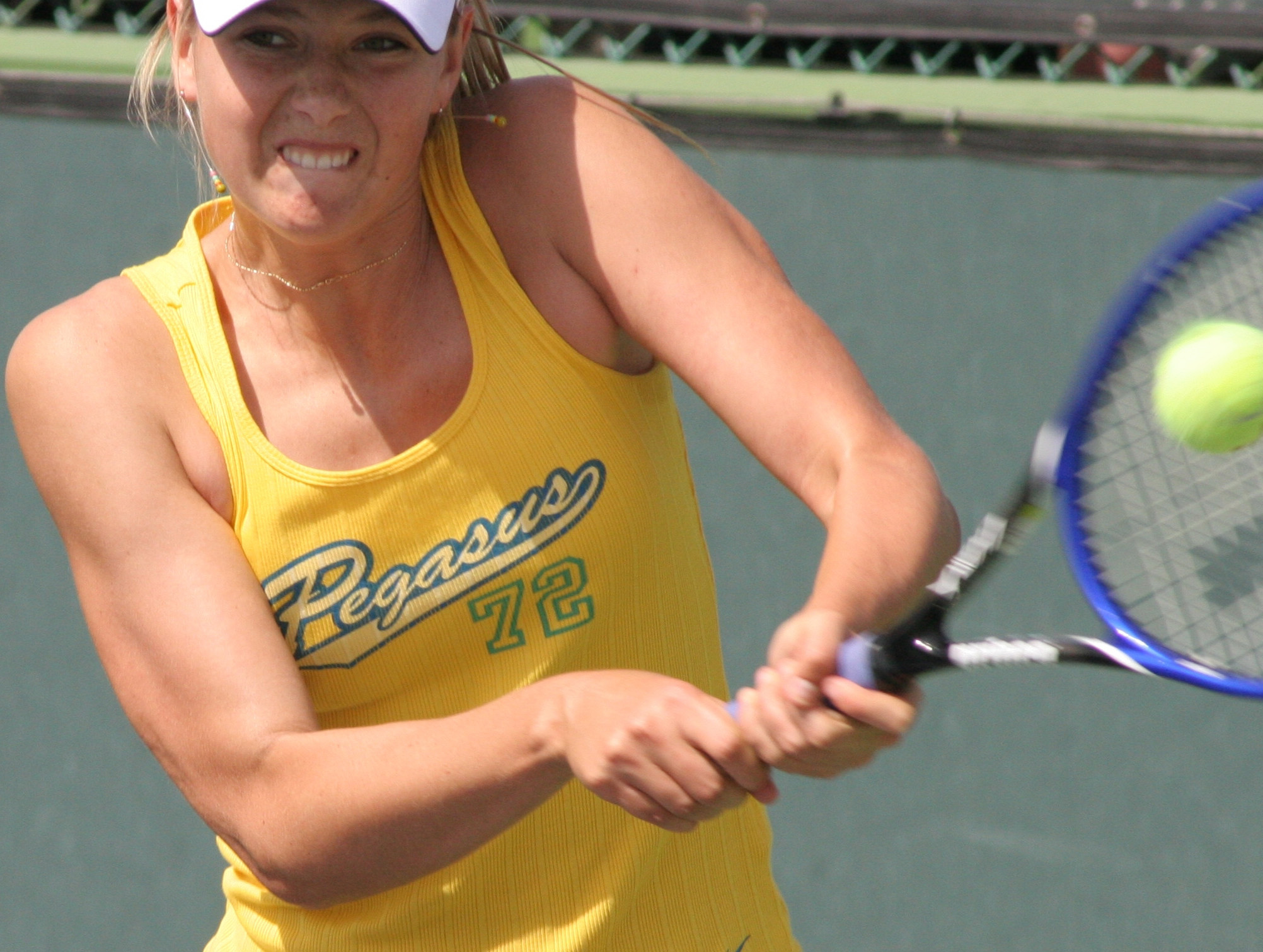
Bekhend v Indian Wells

Sezónu zahájila na Australian Open, kde po výhře nad turnajovou pětkou Kuzněcovovou prošla podruhé v kariéře do semifinále grandslamu. Ve třetím setu utkání se Serenou Williamsovou však neproměnila mečbol a zápas s pozdější vítězkou ztratila. V únoru obhájila titul na Toray Pan Pacific Open a další triumf získala na Qatar Total Open. Tyto výsledky ji poprvé katapultovaly na třetí místo světové klasifikace.
V semifinále události WTA Tier I – Pacific Life Open v Indian Wells, ji přehrála Američanka Lindsay Davenportová, když Ruska nedokázala vyhrát ani jeden game. Jednalo se o první takový zápas v její profesionální kariéře. Během dalších čtrnácti dnů však zvítězila nad bývalými světovými jedničkami Justine Heninovou a Venus Williamsovou na dalším turnaji kategorie Tier I – NASDAQ-100 Open v Key Biscayne, kde se probojovala do finále, v němž nestačila na Belgičanku Kim Clijstersovou.
V antukové části sezóny si zahrála semifinále na Rome Masters, kde odešla poražena od Švýcarky Patty Schnyderové. Pokud by římský turnaj vyhrála, mohla se poprvé posunout na první místo ženské klasifikace, k čemuž jí chyběly dva zápasy.
Na pařížském French Open skončila podruhé v řadě mezi posledními osmi, tentokrát na raketě vítězky grandslamu Heninové. Na trávě pak přidala třetí titul sezóny, když úspěšně obhájila triumf na britském DFS Classic, finálovou výhrou nad Srbkou Jelenou Jankovićovou. Do Wimbledonu přijela v roli obhájkyně titulu. Až do semifinále prošla bez ztráty setu a s jediným prohraným podáním v celém turnaji. Prodloužila tak svou neporazitelnost na travnatém povrchu na dvacet čtyři utkání za sebou. V semifinále ji však zdolala Američanka a pozdější vítězka Venus Williamsová.
Ve Wimbledonu mimo jiné utrpěla zranění zad světová jednička Lindsay Davenportová, což ji vyřadilo z letní sezóny na amerických betonech a současně to znamenalo šanci pro čekatelky na tenisový trůn, včetně Šarapovové. Ta se v tomto období také potýkala se zraněním, ale z předešlého roku obhajovala malý počet bodů. Souběh těchto faktorů vyústil do situace, kdy se 22. srpna Šarapovová jako první ruská tenistka v historii, stala světovou jedničkou ve dvouhře. Doba kralování však měla krátké trvání. Po jediném týdnu se na čelo vrátila zpět Davenportová, k čemuž jí po návratu na dvorce, pomohl titul z turnaje Pilot Pen Tennis.
Na US Open došla nejvýše nasazená Šarapovová do semifinále, v němž ji zdolala Belgičanka Kim Clijstersová. Na všech čtyřech grandslamech sezóny tak prohrála vždy s budoucí vítězkou turnaje. Výsledek z newyorského majoru ji ovšem stačil k návratu na tenisový trůn, na kterém setrvala od 12. září šest týdnů, než ji opět 24. října vystřídala Davenportová. V tomto období hrála již se zraněním. Na závěrečném Turnaji mistryň konaném v Los Angeles, také obhajovala titul. V utkáních základní skupiny dokázala porazit Davenportovou a postoupit do semifinále, v němž skončila na raketě francouzské vítězky turnaje Amélie Mauresmové.

### 2006: Vítězka US Open

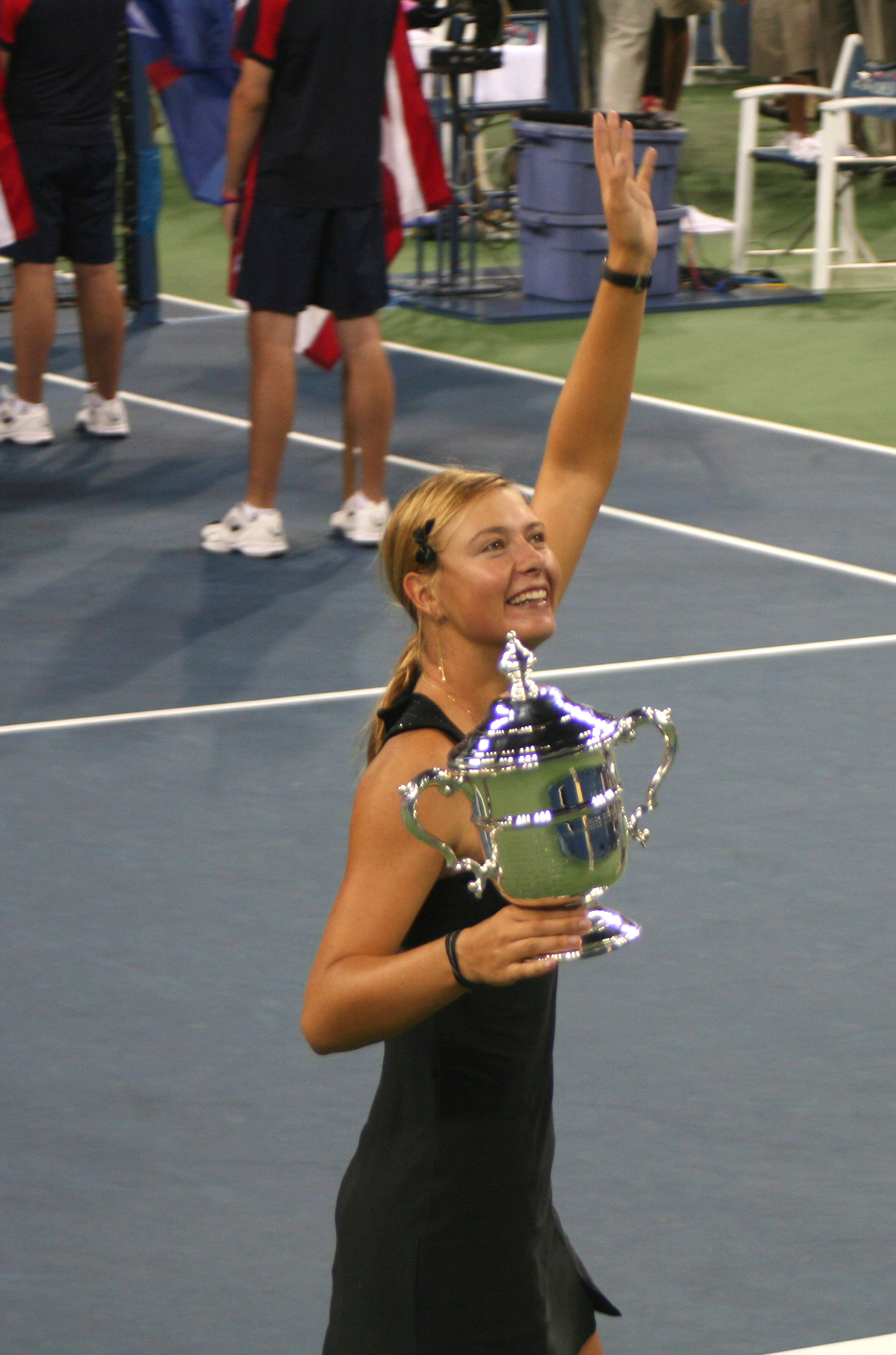
S pohárem po triumfu na US Open

Na úvodním majoru sezóny Australian Open vypadla ve třech sadách s Heninovou-Hardenneovou, na kterou nestačila o několik týdnu později také ve finále dubajského turnaje. Tam předtím vyřadila bývalou první hráčku světa Martinu Hingisovou a aktuální světovou trojku Lindsay Davenportovou.
První titul po devíti měsících si připsala z Pacific Life Open v Indian Wells, kde v semifinále zdolala Hingisovou a ve finále si poradila s Ruskou Jelenou Dementěvovou. Na další události WTA Tier I – NASDAQ-100 Open v Key Biscayne se probojovala také do finále, v němž ovšem nestačila na Světlanu Kuzněcovovou.
Celou jarní antukovou část sezóny byla nucena vynechat pro zranění. Na dvorce se vrátila pařížským French Open, kde v úvodním kole musela odvracet mečbol proti Američance Mashoně Washingtonové. V osmifinále pak nepřešla přes krajanku Dinaru Safinovou.
Na trávě v birminghamském AEGON Classic nevyužila šanci získat třetí titul v řadě, když mezi posledními čtyřmi ji vyřadila Jamea Jacksonová. Přesto byla stále uváděna jako jedna z favoritek nadcházejícího Wimbledonu. Na něm vypadla v semifinále s vítězkou turnaje Francouzkou Amélií Mauresmovou.
Druhý triumf roku získala na turnaji kategorie WTA Tier I – Acura Classic, když v boji o titul poprvé porazila Kim Clijstersovou. Z pozice třetí hráčky US Open oplatila v semifinále wimbledonskou porážku Mauresmové a ve finále si poradila s Justine Heninovou-Hardenneovou. Vyhrála tak druhý singlový grandslamový titul kariéry.
Na podzim si ještě připsala další dva tituly v řadě, když triumfovala nejdříve na Zürich Open a pak na rakouském Generali Ladies Linz. Po třech vítězstvích v základní skupině Turnaje mistryň prodloužila sérii neporazitelnosti na devatenáct zápasů. Tato šňůra skončila v semifinále, ze kterého odešla poražena od vítězky turnaje Heninové-Hardenneové. V případě výhry na poslední události roku by sezónu zakončila poprvé jako světová jednička. Semifinále ji přesto zajistilo konečnou druhou pozici celkové klasifikace.

### 2007: Zranění ramene a jediný titul

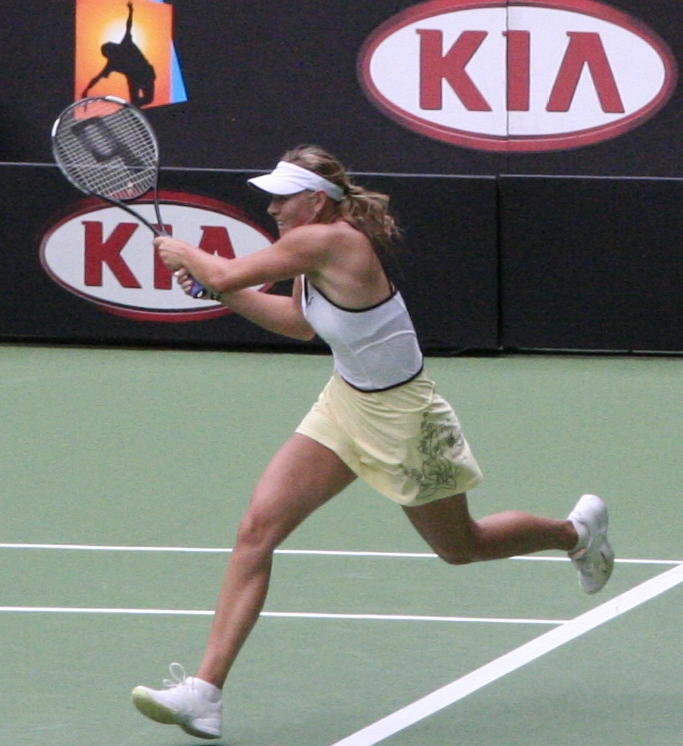
Bekhend ve 2. kole Australian Open

Při absenci Heninové vstupovala na Australian Open jako první nasazená hráčka. Poté, co se ocitla dva míče od vyřazení hned v úvodním kole proti Camille Pinové, však prošla melbournským grandslamem až do finále, v němž ji porazila tehdy osmdesátá první hráčka žebříčku Serena Williamsová. Výsledek jí zajistil návrat na ženský tenisový trůn, kde se udržela sedm týdnů. Po neúspěšné obhajobě titulu na Pacific Life Open v Indian Wells, kde vypadla ve čtvrtém kole s Věrou Zvonarevovou, musela opět přenechat čelo klasifikace Belgičance Heninové. Na dalším velkém turnaji Miami Masters ve třetí fázi zdolala Venus Williamsovou, než opět nestačila na mladší sestru Američanky Serenu Williamsovou.
Vracející se problémy s ramenem způsobily, že podruhé v řadě vynechala většinu antukové části první poloviny roku. Před Roland Garros stihla odehrát pouze turecký Istanbul Cup, na kterém se pro ni stalo konečnou fází semifinále, v němž podlehla Aravane Rezaïové. Přes herní výpadek však na French Open poprvé došla až mezi poslední čtyři hráčky. V jeho průběhu zvládla problémy čtvrtého kola, když odvrátila mečbol Patty Schnyderové. V semifinále pak skončila na raketě Srbky Any Ivanovićové.
Na birminghamské trávě DFS Classic podlehla v boji o titul další Srbce Jankovićové. Ve Wimbledonu zaznamenala nejhorší výsledek od sezóny 2003, když vypadla ve čtvrtém kole s pozdější vítězkou Venus Williamsovou.
Zlepšení formy vykázala během letní US Open Series, kde obhájila titul z Acura Classic, nakonec jediný v sezóně, a probojovala se také do semifinále v Los Angeles. Jako obhájkyně vstupovala na US Open. Na tvrdém povrchu však nepřešla třetí kolo poté, co ji vyřadila polská turnajová třicítka Agnieszka Radwańská. Porážka pro Rusku znamenala nejkratší působení na grandslamovém turnaji od US Open 2004, kde vypadla ve stejné fázi.
Od newyorského vyřazení nehrála až do října, kdy se objevila na moskevském Kremlin Cupu. V otevíracím zápase turnaje nestačila na Bělorusku Viktorii Azarenkovou. Poprvé od sezóny 2004 pak vypadla z elitní pětky světového žebříčku. Na Turnaj mistryň se kvalifikovala až jako náhradnice po odhlášení Venus Williamsové. Přestože nevyhrála utkání více než dva měsíce, tak v základní skupině zdolala všechny tři soupeřky Světlanu Kuzněcovovou, Anu Ivanovićovou a konečně Danielu Hantuchovou. V semifinále přešla přes krajanku Anu Čakvetadzeovou a v boji o druhý turnajový titul podlehla světové jedničce Justine Heninové, když celkový čas utkání činil tři hodiny a dvacet čtyři minut. Finálová účast jí zajistila návrat do první pětky světové klasifikace.

### 2008: Vítězka Australian Open a herní výpadek

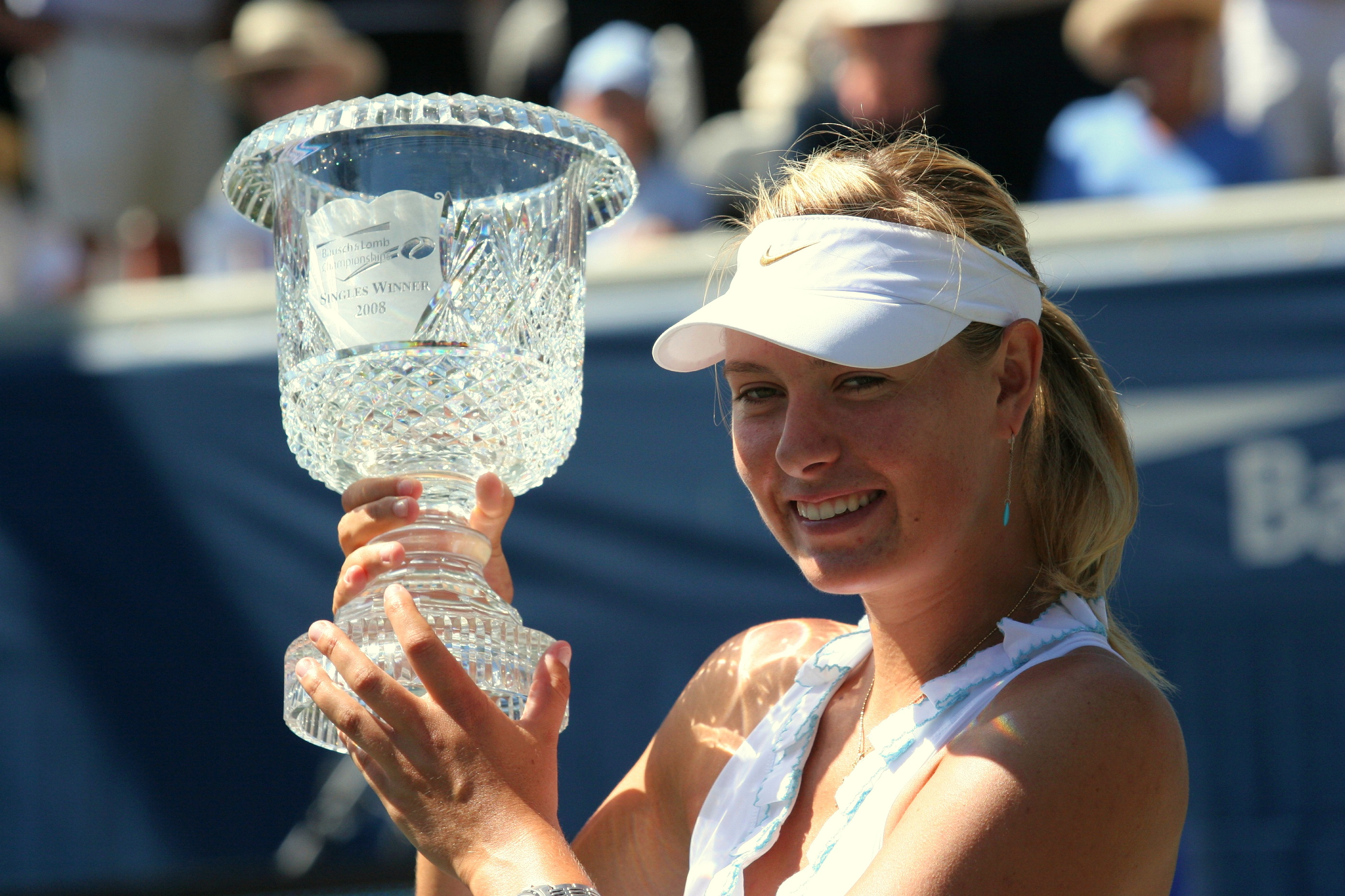
S pohárem pro vítězku B&L Championships

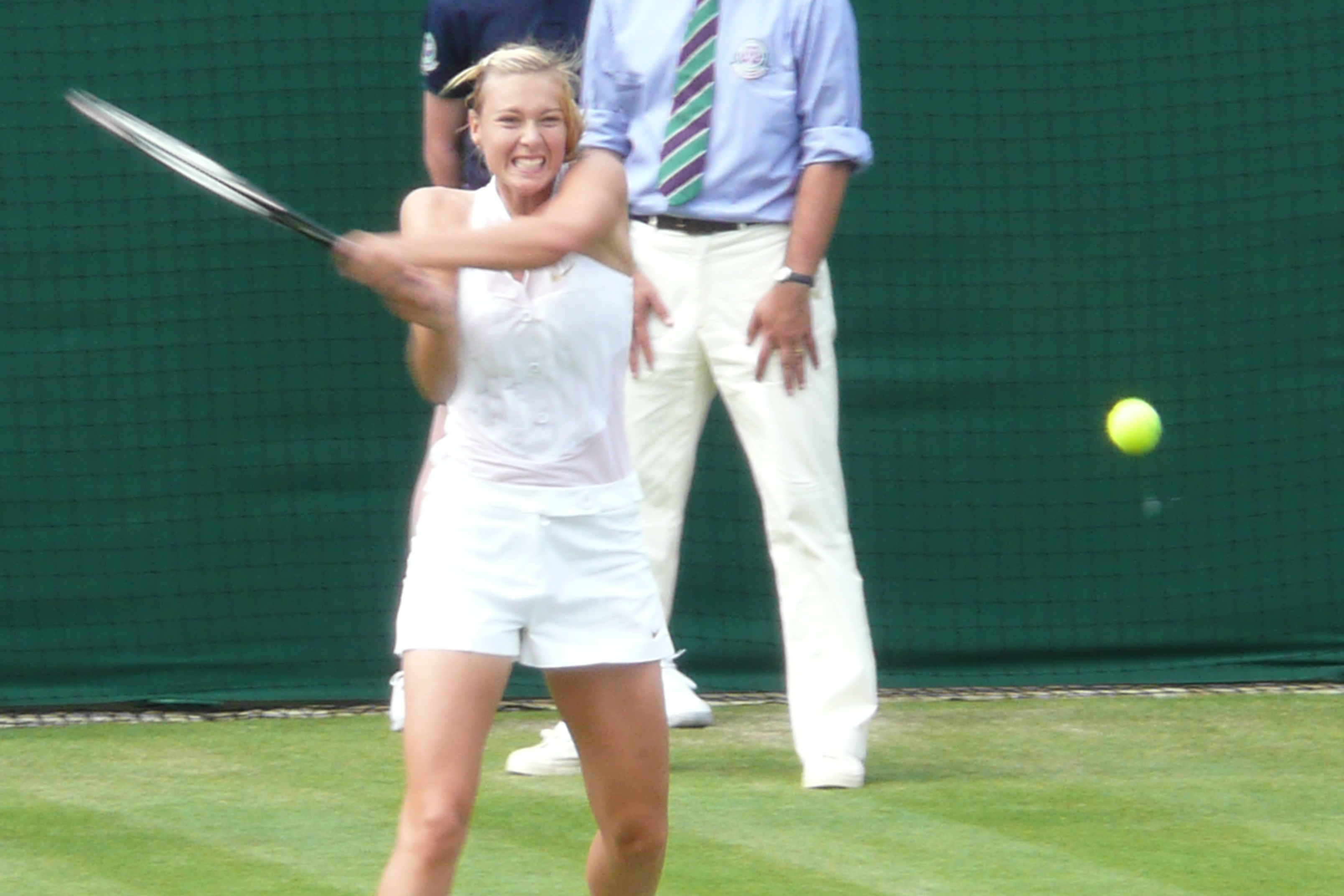
Wimbledonský bekhend

Na Australian Open vstupovala jako pátá nasazená, ale nebyla řazena mezi hlavní favoritky. Ve druhém kole porazila bývalou světovou jedničku Lindsay Davenportovou a mezi posledními osmi tenistkami pak aktuální první hráčku Belgičanku Justine Heninovou, čímž ukončila její neporazitelnost po třiceti dvou utkání. V semifinále si poradila se Srbkou Jankovićovou a v boji o titul ve dvou setech přehrála její krajanku Anu Ivanovićovou. Zvítězila tak na třetím grandslamu a do kompletní sady jí zbývalo vyhrát French Open. V průběhu turnaje neztratila ani jeden set.
Po skončené melbournské události prodloužila svou vítěznou šňůru na osmnáct utkání, když vyhrála dva singly za ruský tým ve Fed Cupu proti Izraeli a následně triumfovala na turnaji kategorie WTA Tier I – Qatar Total Open. Neporazitelnost skončila v semifinále Pacific Life Open, kde podlehla krajance Kuzněcovové. V dubnu si připsala druhý titul sezóny na Bausch & Lomb Championships, kde odehrála dosud nejdelší utkání kariéry. Ve třetím kole zvítězila za tři hodiny a dvacet šest minut nad Španělkou Anabel Medinaovou Garriguesovou. Další týden vypadla ve čtvrtfinále se Serenou Williamsovou na Family Circle Cupu, což znamenalo čtvrtou porážku v řadě ze vzájemného utkání.
V květnu se po překvapivém náhlém ukončení kariéry Heninové, která požádala Ženskou tenisovou asociaci o okamžitý výmaz ze žebříčku, vrátila potřetí na první místo světové klasifikace. Do French Open tak vstupovala jako nejvýše nasazená. V prvním kole byla však dva míče od porážky. Utkání s Jevgenijí Rodinovou zachránila a postoupila do další fáze. Poté, co ve čtvrtém kole podlehla krajance Dinaře Safinové, přestože již podávala na vítězství v utkání, přišla opět o pozici světové jedničky. Pokles formy pokračoval ve Wimbledonu, kde byla vyřazena ve druhé fázi turnaje až 154. hráčkou klasifikace Allou Kudrjavcevovou. Jednalo se o její nejhorší grandslamový výsledek v pětiletém účinkování na turnajích velké čtyřky.
Ze srpnového Rogers Cupu se musela odhlásit pro zranění ramene. Vyšetření pomocí magnetické rezonance prokázalo poškození ramene se syndromem manžety rotátoru a přítomností trhlin, což Rusku vyřadilo po zbytek sezóny, včetně Letních olympijských her v Pekingu, US Open a Turnaje mistryň. Přes herní výpadek se v konečném pořadí udržela v první desítce na 9. místě. Po neúspěšné konzervativní léčbě podstoupila v říjnu operativní zákrok pravého ramene.

### 2009: Rekonvalescence a návrat na dvorce

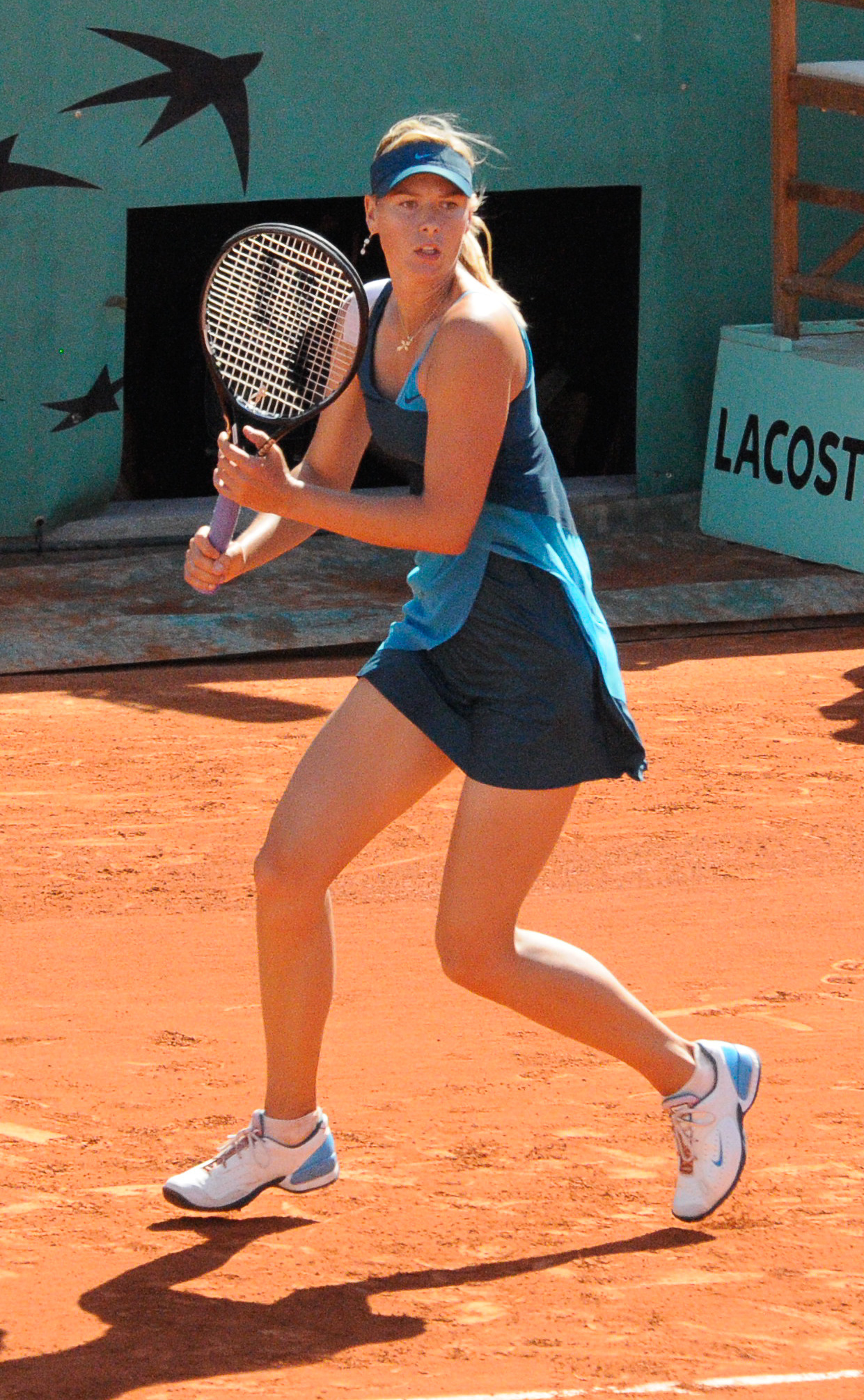
Příprava forhendu na Roland Garros

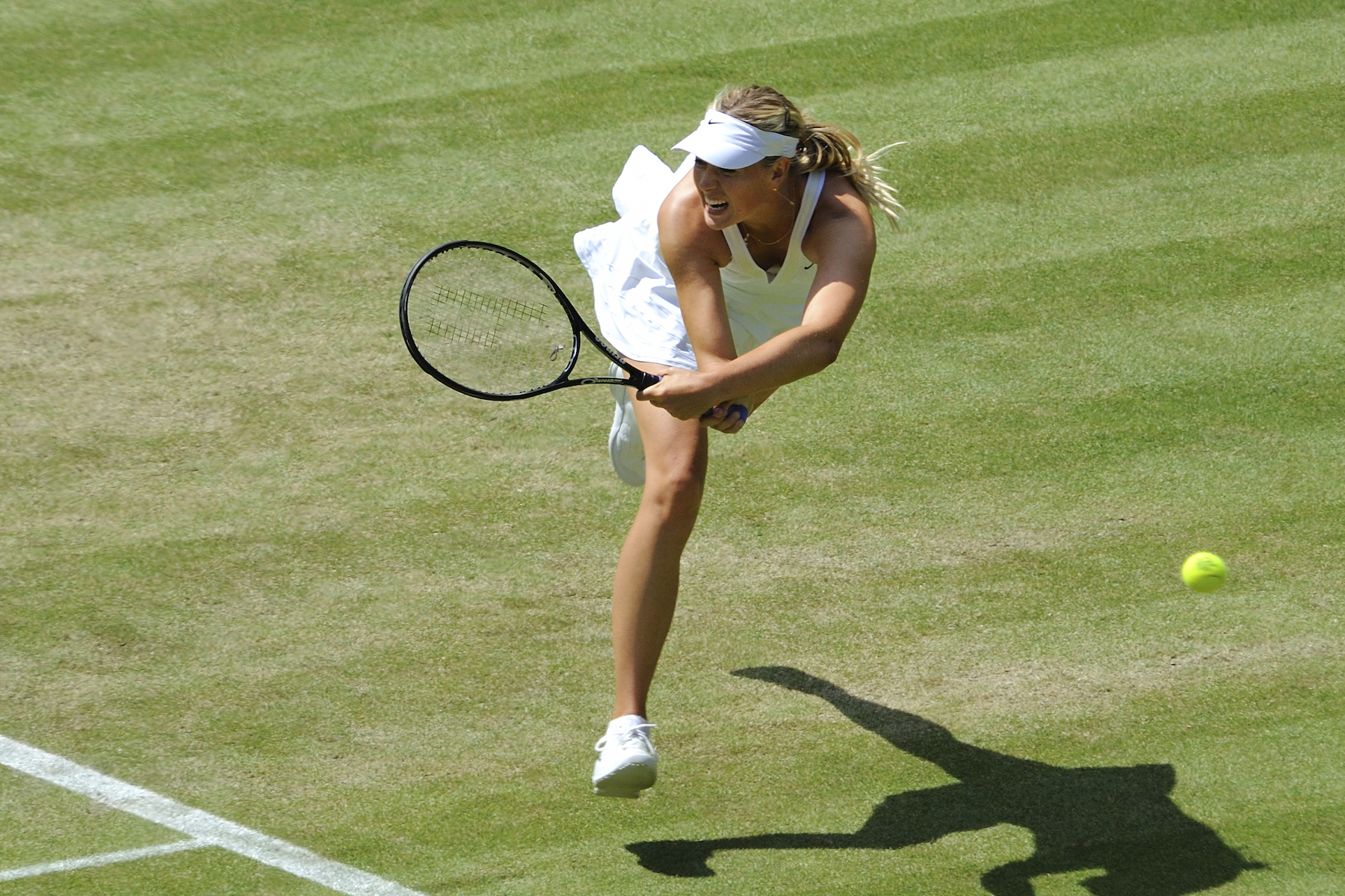
Promáchnutí míče ve 2. kole Wimbledonu

Kvůli pokračující rekonvalescenci po operaci nemohla na Australian Open obhajovat titul. K aktivnímu hraní se vrátila březnovou účastí na BNP Paribas Open, kde nastoupila pouze do čtyřhry s krajankou Jelenou Vesninovou. Rusky však vypadly v úvodním kole. Poté se opět odhlásila z několika následujících událostí. Vyústěním této situace byl výrazný pokles na žebříčku. V květnu poprvé po šesti letech vypadla z elitní stovky a klesla až na 126. příčku.
Po téměř deseti měsících nastoupila v květnu poprvé do soutěže dvouhry, a to na Warsaw Open, kde došla do čtvrtfinále. V něm zůstala na raketě Ukrajinky Aljona Bondarenkové. Následující týden se objevila na grandslamovém French Open, kde ji ve čtvrtfinále vyřadila Slovenka Dominika Cibulková.
V letní části sezóny odehrála na trávě AEGON Classic, z něhož odešla poražena v semifinále. Ve Wimbledonu hrála již z pozice dvacáté čtvrté nasazené. Přesto ve druhém kole podlehla žebříčkově níže postavené Argentince Gisele Dulkové ve třech sadách.
Zlepšení hry zaznamenala během léta na amerických betonech, když se probojovala do čtvrtfinále na Bank of the West Classic, semifinále hrála na LA Women's Tennis Championships a finálovou účast si připsala na kanadském Rogers Cupu, kde v boji o titul nestačila na krajanku Jelenu Dementěvovou po setech 4–6 a 3–6.
Do newyorského grandslamu US Open vstupovala jako turnajová dvacet devítka. V úvodních dvou kláních si bez ztráty sady poradila s Bulharkou Cvetanou Pironkovovou a Američankou Christinou McHaleovou. Ve třetím dějství narazila na mladou americkou teenagerku Melanie Oudinovou, startující na divokou kartu, jíž podlehla až v rozhodující sadě poměrem 5–7. Jednalo se o její první grandslamovou prohru s teenagerkou v kariéře. Po turnaji byla klasifikována na 32. místě.
V poslední podzimní části sezóny získala první titul od přerušení kariéry, když triumfovala na tokijském Toray Pan Pacific Open. Ve finále se střetla s Jelenou Jankovićovou, která za stavu 2–5 na gamy vzdala. Šarapovová si tak připsala druhé vítězství, když zde triumfovala již v roce 2005. Jako prémii tokijského titulu získala volný los do úvodního kola pekingského China Open, na kterém došla do třetí fáze. Tam podlehla Číňance Pcheng Šuaj.
Sezónu zakončila na konečném 14. místě světové klasifikace, na níž se po zranění vyšplhala až ze 126. místa.

### 2010: Kolísavá forma a problémy se sebedůvěrou
Poté, co odehrála dvě asijské exhibice, profesionální sezóna pro ni začala na melbournském Australian Open. V prvním kole ji vyřadila krajanka Maria Kirilenková. Jednalo se o první porážku v úvodním kole grandslamu od roku 2003. Na americké části okruhu vyhrála menší turnaj kategorie International – Cellular South Cup, jenž pro ni znamenal celkově 21. titul kariéry.

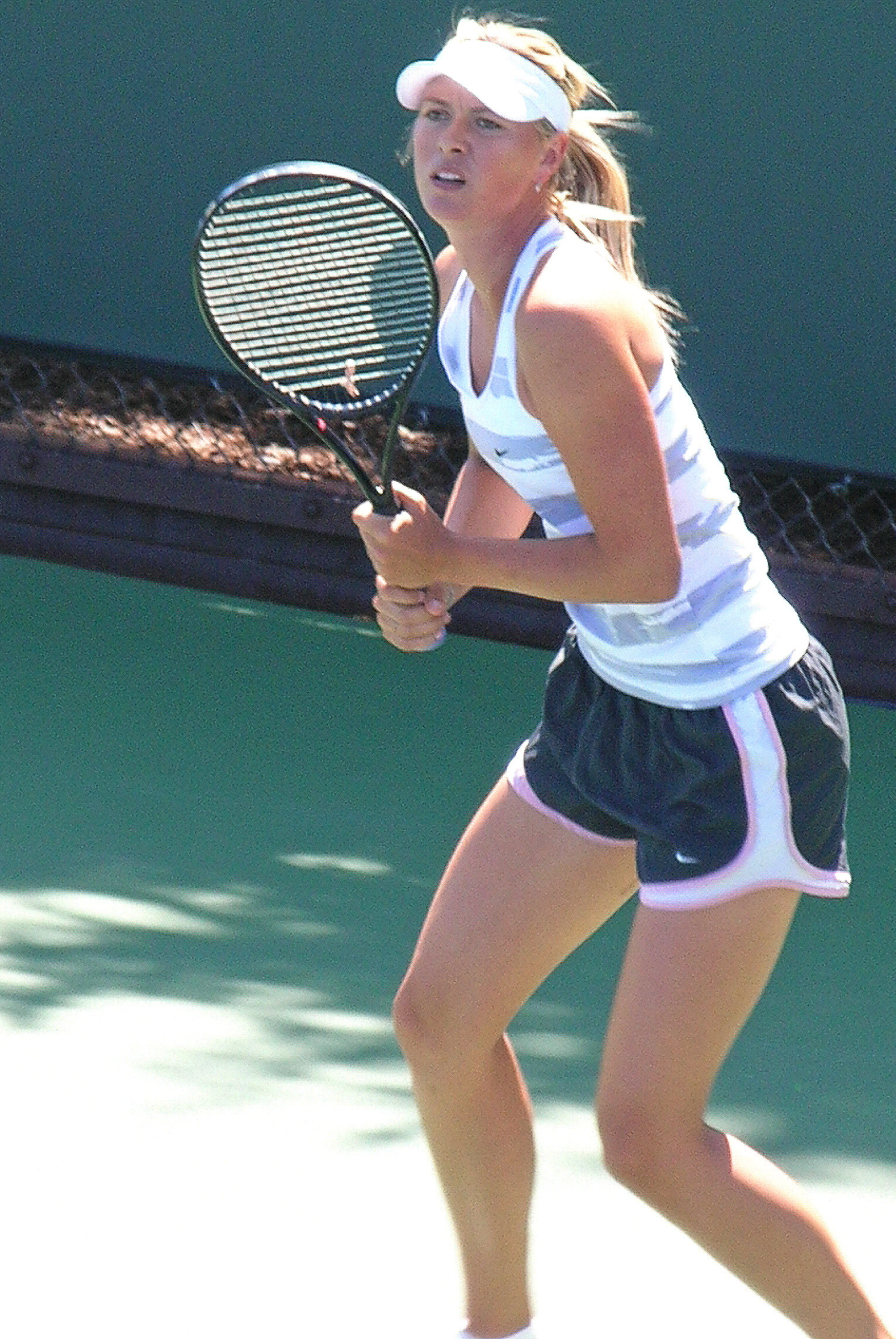
Předzápasová příprava na Bank of the West Classic

Na BNP Paribas Open vypadla ve třetí fázi s Číňankou Čeng Ťie. Pohmožděný pravý loket znamenal odhlášení z dalších událostí, jakými byly Sony Ericsson Open a Family Circle Cup.
Na dvorce se vrátila madridským turnajem Mutua Madrileña Madrid Open, kde v úvodním kole nestačila na Češku Lucii Šafářovou. Dále pokračovala v antukové přípravě na druhý grandslam francouzským Internationaux de Strasbourg, kde obdržela divokou kartu. Finálovou výhrou nad Francouzkou Kristinou Barroisovou si připsala celkově 22. triumf kariéry a první na červené antuce. Na pařížském French Open skončila ve třetím kole na raketě čtyřnásobné šampiónky Justine Heninové, která obnovila tenisové kariéru.
Wimbledonskou přípravu zahájila tradičně birminghamským AEGON Classic, na němž se počtvrté probojovala do finále. V boji o titul však zůstala na raketě Číňanky Li Na. Jako turnajová šestnáctka splnila ve Wimbledonu papírové předpoklady, když vypadla v osmifinále se světovou jedničkou a pozdější vítězkou Serenou Williamsovou, přestože nevyužila tři setboly v úvodní sadě. Přesto byl kvalitní zápas příslibem zvyšující se formy Rusky, která mohla i nadále usilovat o další grandslamové trofeje. Samotná hráčka po prohře prohlásila, že hrála „mnohem lépe, než předešlý rok“.
Během letního amerického okruhu US Open Series zaznamenala dvě finálové účasti v řadě, a to na Bank of the West Classic, kde podlehla Viktorii Azarenkové a na Western & Southern Financial Group Women's Open, na němž pro změnu nestačila na Kim Clijstersovou. Za stavu 3–5 ve druhém setu z pohledu podávající Belgičanky, měla Šarapovová tři mečboly, které ovšem nedokázala využít.
Na US Open z pozice čtrnácté hráčky vypadla ve čtvrtém kole, kde ji porazila nejvýše nasazená Dánka a pozdější finalistka Caroline Wozniacká.
Poslední dva turnaje roku byly zklamáním. Na tokijském Toray Pan Pacific Open jako obhájkyně titulu nepřešla přes úvodní fázi, když ji porazila 39letá Japonka a bývalá světová čtyřka Kimiko Dateová. Poslední událostí se stal pekingský China Open, na kterém skončila ve druhém kole po prohře s Jelenou Vesninovou. Den po utkání ohlásil ukončení sezóny 2010. Sezónu ukončila na 18.příčce světového žebříčku.

### 2011: Zpátky do elitní desítky

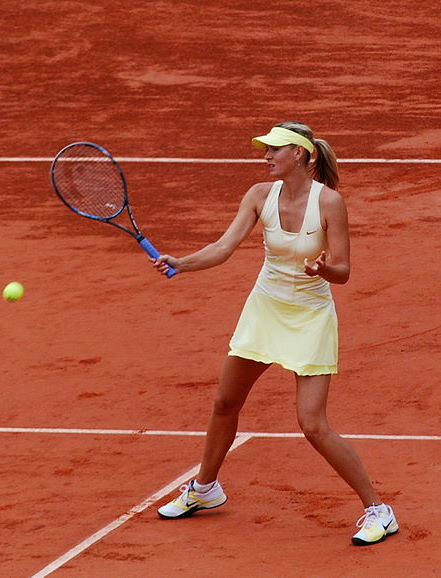
V zápase 2. kola French Open proti Garciaové

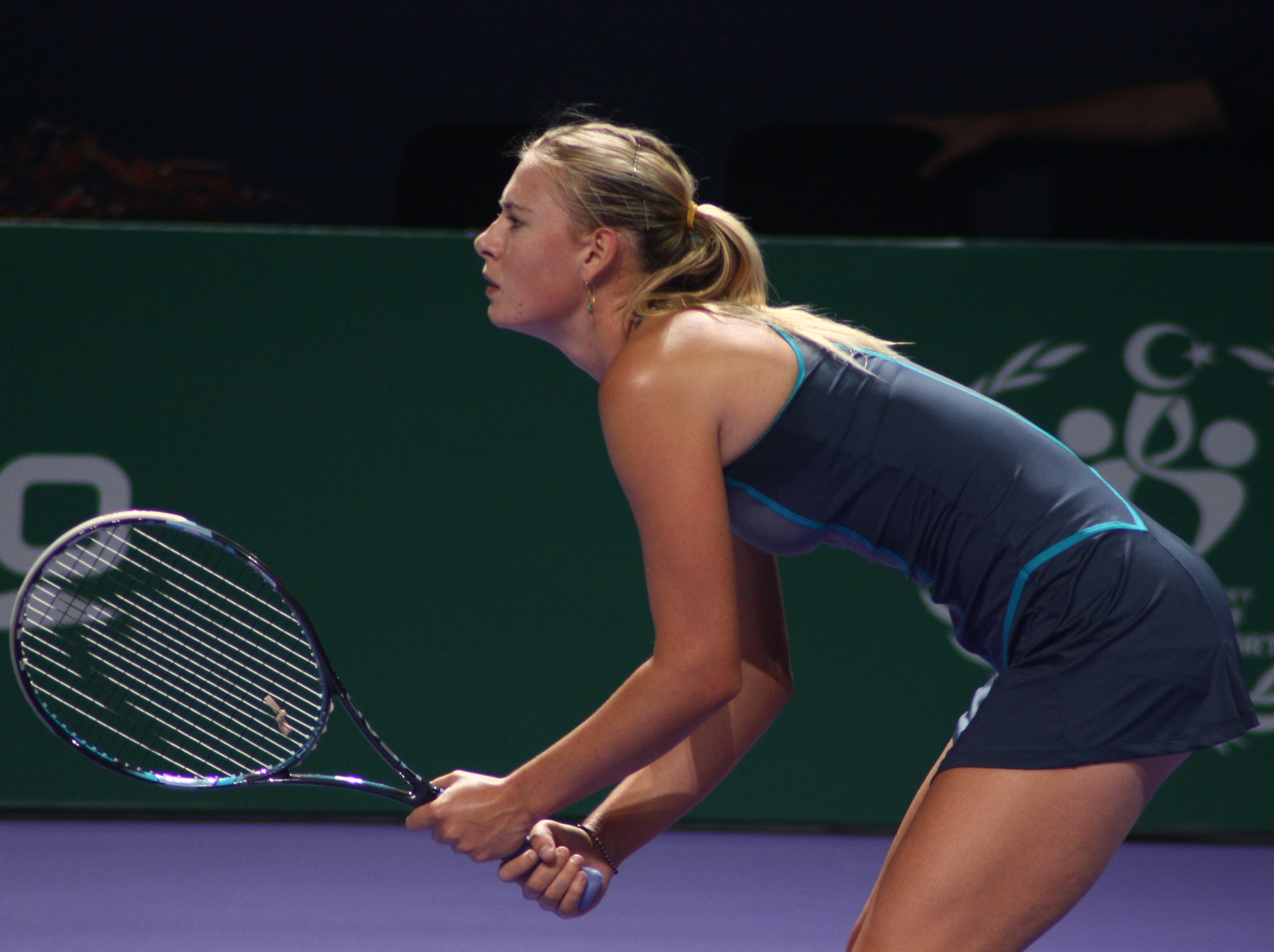
Příjem na istanbulském Turnaji mistryň

Tým ruské hráčky zveřejnil informaci, že by Šarapovová měla do sezóny 2011 angažovat švédského trenéra Thomase Hogstedta, který by spolupracoval se stávajícím koučem Michaelem Joycem. 5. prosince 2010 vyhrála exhibiční zápas v mexickém Monterrey nad světovou dvojkou Věrou Zvonarevovou. Následně se rozešla s firmou Prince, jejíž rakety po léta využívala a začala hrát s raketami Head, konkrétně s řadou YOUTEK IG Instinct Racquet.
Poprvé v kariéře absolvovala přípravu na melbournský grandslam, když se objevila jako první nasazená na aucklandském ASB Classic. Ve čtvrtfinále podlehla zkušené Maďarce a pozdější vítězce Grétě Arnové. Po turnaji se rozhodla odloučit od dlouholeté kouče Joyce, se kterým dosáhla na tři grandslamové tituly.
Do Australian Open vstupovala z pozice čtrnácté nasazené. V osmifinále podlehla naturalizované Němce Andree Petkovicové.
Následně prohrála fedcupovou čtvrtfinálovou dvouhru proti Francouzce Virginii Razzanové. Viróza byla příčinou její absence na pařížském Open GDF Suez. Další zdravotní komplikací se stal zánět středního ucha, který ji vyřadil z arabské části okruhu – turnajů Dubai Tennis Championships a Qatar Ladies Open.
Na dvorce se vrátila březnovou účastí na americkém BNP Paribas Open, kde z pozice turnajové šestnáctky ve čtvrtém kole přehrála bývalou světovou jedničku Dinaru Safinovou. V semifinálové fázi ji však zastavila první hráčka žebříčku Caroline Wozniacká.
Na Sony Ericsson Open v Key Biscayne zdolala ve čtvrtém kole australskou nasazenou čtyřku Samanthu Stosurovou, poté dvacátou čtvrtou Rumunku Alexandru Dulgheruovou 3–6, 7–66 a 7–65, v bitvě trvající tři hodiny a dvacet osm minut, která se stala nejdelším utkáním její dosavadní kariéry. V semifinále oplatila porážku z úvodního Australian Open Petkovicové a ve finále nestačila na Bělorusku Viktorii Azarenkovou. Po tomto výsledku se poprvé od února 2009 vrátila do elitní světové desítky.
Na evropské antuce se zúčastnila Mutua Madrileña Madrid Open, na němž skončila ve třetím kole na raketě Dominiky Cibulkové. Největšího antukového vítězství dosavadní kariéry dosáhla na římském Internazionali BNL d'Italia, kde si jako turnajová sedmička v semifinále poradila s nejvýše nasazenou Wozniackou a v boji o titul přehrála Australanku Samanthu Stosurovou.
Na pařížský French Open vstupovala jako sedmička. Ve druhé fázi zdolala Francouzku Caroline Garciaovou startující na divokou kartu, přestože již prohrávala 3–6 a 1–4, aby utkání otočila ziskem jedenácti her v řadě. Mezi posledními osmi si poradila s patnáctou nasazenou Andreou Petkovicovou a poprvé od zranění ramene se probojovala do semifinále grandslamu. V něm ji porazila čínská turnajová šestka a pozdější vítězka Li Na. Antukovou sezónu tak zakončila příznivým poměrem dvanáct výher ku dvěma porážkám, což znamenalo nejlepší odehranou antukovou část roku.
Ve Wimbledonu jako pátá nasazená na cestě do finále neztratila ani jeden set. Nejvíce gamů jí vzala ve druhém kole Britka Laura Robsonová, když Ruska první sadu vyhrála až v tiebreaku poměrem 7:4 a druhou pak 6–3. Ve finále ji ve dvou setech porazila česká turnajová osmička Petra Kvitová.
Letní americkou sezónu odstartovala na stanfordském Bank of the West Classic. Ve čtvrtfinále byla vyřazena pozdější šampiónkou Serenou Williamsovou. Třetí kolo se pro ni stalo konečnou stanicí na Rogers Cupu hraném daný rok v Torontu. Porážka od Galiny Voskobojevové představovala jubilejní 100. prohru na ženském okruhu.
Turnajovou čtyřkou se stala na Western & Southern Open v Cincinnati. Probojovala se zde do čtvrtého sezónního finále, když postupně porazila Anastasii Rodionovovou, čtrnáctku Kuzněcovovou, desítku Stosurovou, a dvojku Zvonarevovou. V boji o titul svedla boj se Srbkou Jelenou Jankovićovou, jenž po dvou hodinách a čtyřiceti devíti minutách vyhrála. Jednalo se o nejdelší finále na WTA Tour v roce 2011. V následné klasifikaci se posunula na čtvrtou pozici, nejvyšší umístění od srpna 2008.
Do newyorského US Open vstupovala v dobré formě jako třetí nasazená. Po výhrách nad níže postavenými Heather Watsonovou a Anastasií Jakimovovou byla vyřazena ve třetím kole Italkou Flavií Pennettaovou. Přesto na žebříčku dále stoupala, když po grandslamu přeskočila Clijstersovou a Zvonarevovou na druhé místo.
Na tokijském Toray Pan Pacific Open si poradila s Thajkou Tamarine Tanasugarnovou a třináctou nasazenou Julií Görgesovou. Ve čtvrtfinále však musela za stavu 3–4 na gamy utkání proti Kvitové skrečovat poté, co na základní čáře uklouzla a přivodila si zranění hlezna. Vynechala tak i následný China Open a odletěla přímo do Istanbulu, aby se připravila na Turnaj mistryň. Závěrečnou událost sezóny si zahrála poprvé od roku 2007. Nedoléčené poranění kotníku ji však limitovalo a po porážkách od Stosurové a Li Na z turnaje odstoupila.
Sezónu zakončila na 4. místě, od roku 2008 poprvé v elitní desítce tenistek a od roku 2007 prvně také mezi nejlepší pětkou hráček.

### 2012: Opět světovou jedničkou a zisk kariérního grandslamu

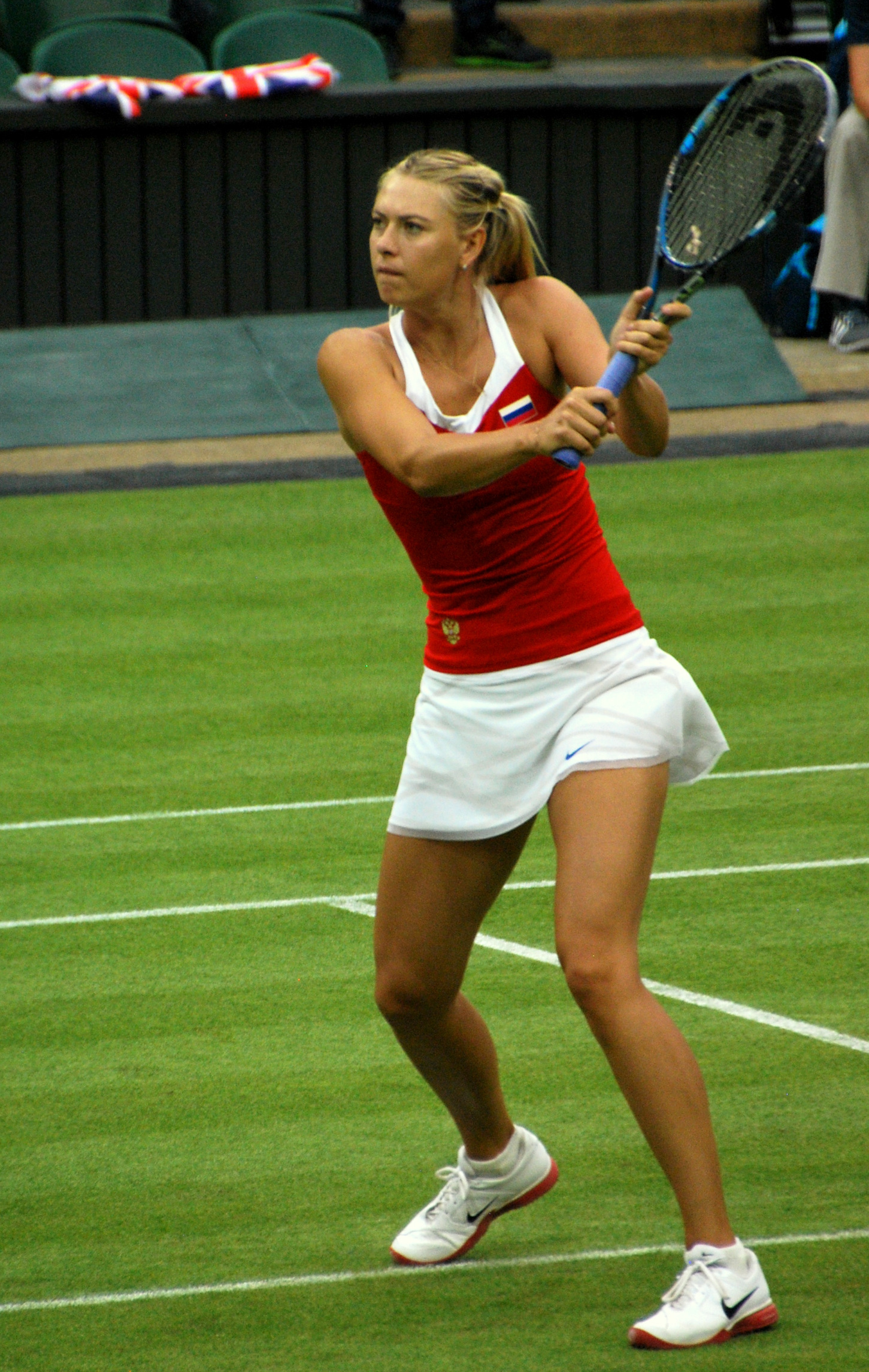
Na londýnské olympiádě

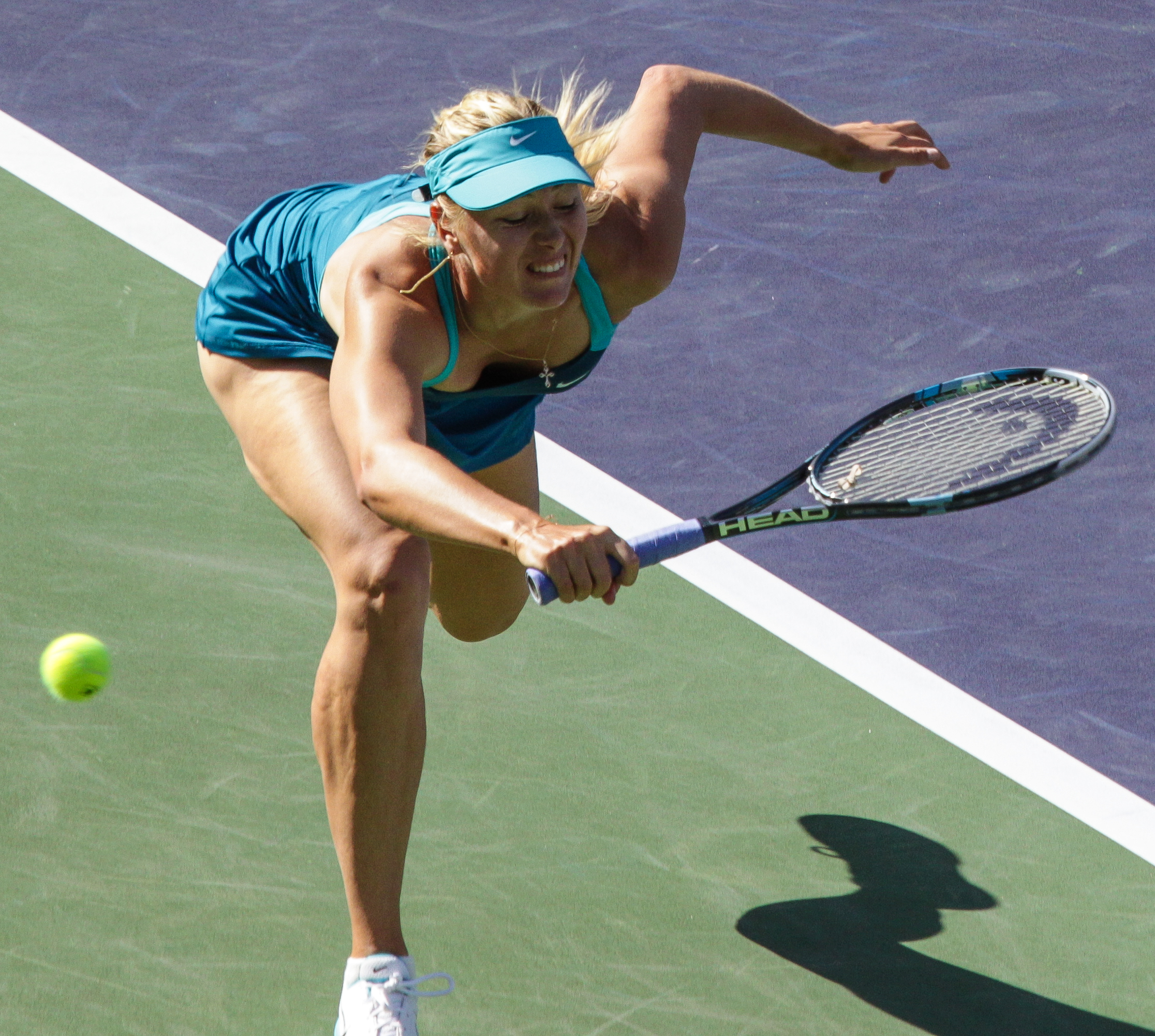
Promáchnutí míče na Indian Wells Masters

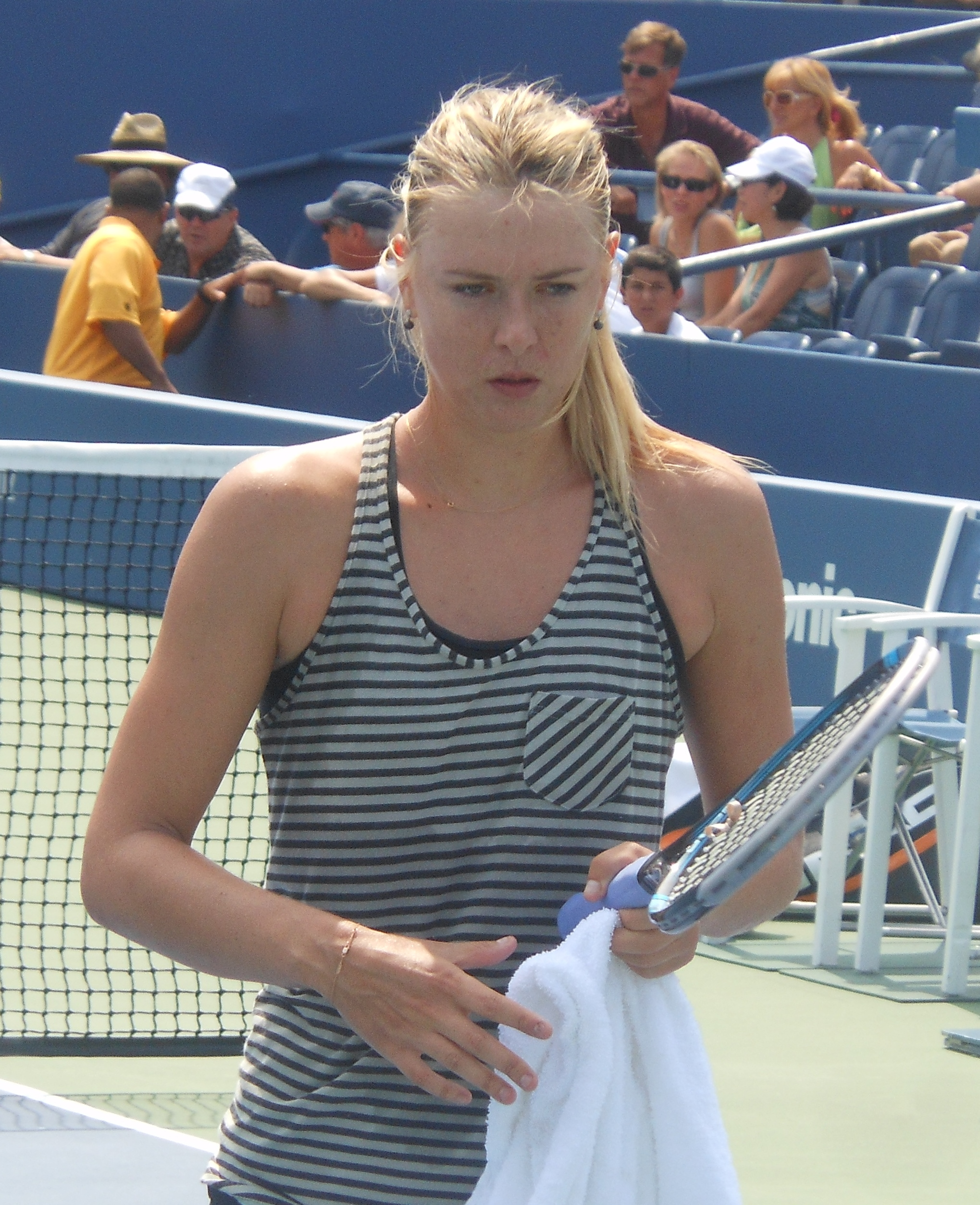
Během newyorského grandslamu US Open

Z úvodního turnaje sezóny Brisbane International se odhlásila pro nedoléčené poranění hlezna. Prvním vystoupením se tak stalo až Australian Open, do kterého vstupovala jako nasazená čtyřka.

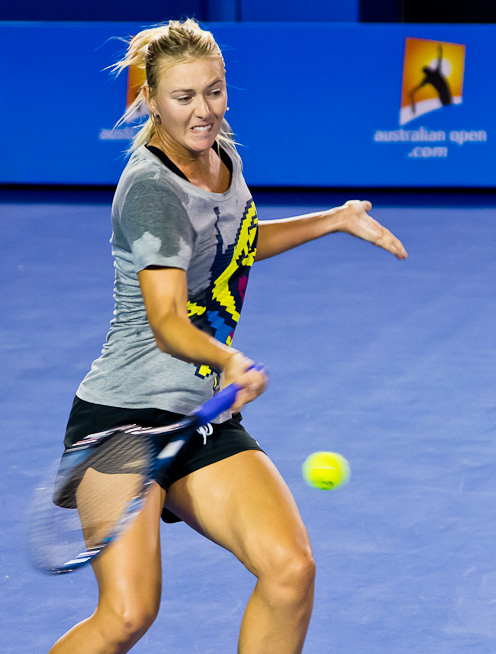
Během tréninku na Australian Open

Mohutný nástup v prvních třech kolech grandslamu znamenal, že Dulkové, Hamptonové a turnajové třicítce Kerberové dovolila celkem uhrát pouze pět gamů. V osmifinále přešla přes německou čtrnáctku Sabine Lisckou po třísetovém klání 3–6, 6–2 6–3, čímž se poprvé za poslední čtyři roky probojovala do grandslamového čtvrtfinále na tvrdém povrchu. V něm zdolala krajanku Jekatěrinu Makarovovou 6–2 a 6–3. V semifinále svedla boj s druhou nasazenou Češkou Petrou Kvitovou, kterou porazila výsledkem 6–2, 3–6 a 6–4, přestože v rozhodující sadě doháněla ztrátu prohraného podání. Ve třetím finále na melbournském grandslamu se utkala o post světové jedničky s třetí nasazenou Viktorií Azarenkovou. Ze zápasu odešla poražena po jednoznačném výsledku 3–6 a 0–6. V žebříčku se posunula výše na 3. místo.
V únoru pomohla k výhře ruského týmu nad Španělskem v poměru 3–2 na zápasy ve čtvrtfinále Fed Cupu, když vyhrála 6–2, 6–1 nad Silvií Solerovou Espinosaovou. Následně podlehla vítězce turnaje Kerberové 4–6 a 4–6 mezi posledními osmi na pařížském Open GDF Suez a ve světové klasifikaci vystřídala Kvitovou na 2. příčce.
Na americkém BNP Paribas Open v Indian Wells se probojovala do finále, když na cestě pavoukem postupně přehrála Dulkovou 6–2, 6–0, Halepovou, Vinciovou, po více než tříhodinovém boji Kirilenkovou 3–6, 7–5, 6–2 a v semifinále po skreči Ivanovićovou. V boji o titul se opět střetla s Azarenkovou, nyní již první hráčkou světa, se kterou znovu prohrála ve dvou sadách 2–6 a 3–6.
Jako turnajová dvojka na Sony Ericsson Open měla v prvním kole volný los. Ve druhé fázi zdolala Izraelku Šachar Pe'erovou ve třech setech 4–6, 6–3, 6–3. Poté si poradila s Američankou Sloane Stephensovou a Makarovovou. Ve čtvrtfinále nedala příležitost Li Na po hladkém průběhu 6–3 a 6–0. Další soupeřkou se stala bývalá světová jednička Caroline Wozniacká, nad níž zvítězila 4–6, 6–2 a 6–4. Ve finále opět neuspěla, když zůstala na raketě světové pětky Agnieszky Radwańské po výsledku 5–7 a 4–6. Jednalo se o třetí finálovou prohru v řadě ze čtyř odehraných turnajů v roce.
Na jediné antukové události okruhu hrané v hale, a to stuttgartském Porsche Tennis Grand Prix jako druhá nasazená prošla až do finále. Po skreči Alizé Cornetové ve druhém kole, ji nedokázaly zastavit ani turnajová pětka Samantha Stosurová, jež ve druhém setu neproměnila mečbol, ani světová trojka Petra Kvitová. V boji o titul narazila potřetí v sezóně na Azarenkovou a oplatila jí předchozí prohry, když vyhrála po setech 6–1 a 6–4. Na cestě za titulem porazila vítězky předešlých tří Grand Slamů a kromě finanční odměny obdržela také luxusní vůz Porsche 911 Carrera.
Na modré antuce turnaje druhé nejvyšší kategorie Premier Mandatory – Mutua Madrileña Madrid Open, v úvodním kole hladce přehrála Rumunku Irinu-Camelii Beguovou 6–0, 6–3 a ve druhém pak vyhrála nad Češkou Klárou Zakopalovou. Po odstoupení její třetí soupeřky Lucie Šafářové, prošla bez boje do čtvrtfinále, v němž nedokázala přehrát pozdější madridskou vítězku Serenu Williamsovou, které podlehla 1–6 a 3–6.
Jako obhájkyně titulu a druhá nasazená vstupovala do Rome Masters. Ve druhém kole s ní svedla vyrovnaný boj dvacetiletá Američanka Christina McHaleová, která prohrála 7–5 a 7–5. Za hodinu a čtyřicet sedm minut pak zdolala Anu Ivanovićovou, aby ve čtvrtfinále přehrála bývalou světovou jedničku Venus Williamsovou. Mezi posledními čtyřmi oplatila pařížskou porážku Kerberové a po roce si opět v Římě zahrála finále. V něm odvrátila mečbol Číňanky Li Na, jíž udolala po dvou hodinách a padesáti dvou minutách poměrem 4–6, 6–4 a 7–6(5). Úspěšnou obhajobou tak získala 26. titul na okruhu.
Posledním nevyhraným grandslamem zůstával stále French Open. Do Paříže přijela v roli druhé nasazené a světové dvojky. Její první tři soupeřky, stejně jako na kalendářním Australian Open, dokázaly uhrát pouhých pět her. V osmifinále narazila na Kláru Zakopalovou, která celodvorcovým tenisem vyhrála druhou sadu – jedinou, kterou Ruska na grandslamu ztratila. Šarapovová v rozhodujícím dějství zvítězila 6–2 a postoupila dále. Po výhrách ve čtvrtfinále nad Estonkou Kaiou Kanepiovou a v semifinále – stejně jako na Australian Open –, nad Petrou Kvitovou, na ni v boji o titul čekala turnajová jednadvacítka Sara Erraniová. Finále bylo pro obě hráčky premiérou na dvorcích Rolanda Garrose. Šarapovová držela otěže zápasu ve svých rukou a Italku porazila 6–3 a 6–2. Tím jako desátá žena historie tenisu zkompletovala kariérní Grand Slam, respektive po Steffi Grafové, Martině Navrátilové, Margaret Courtové, Chris Evertové a Sereně Williamsové jako šestá hráčka otevřené éry. Po výhře nad Kvitovou si zajistila pátý návrat na pozici světové jedničky, když naposledy předtím jí byla před French Open 2008 poté, co Heninová překvapivě ukončila kariéru.
Po třetím kole French Open ji ruský olympijský výbor oznámil, že byla vybrána do role vlajkonošky při své první olympijské účasti na Letních olympijských hrách 2012 v Londýně.
Ve Wimbledonu vypadla ve čtvrtém kole s 15. nasazenou Němkou Sabinou Lisickou po setech 4–6 a 3–6, tedy stejným výsledkem, jakým ji porazila v semifinále předchozího ročníku. Tím ztratila pozici světové jedničky a po grandslamu klesla na třetí místo.
Do londýnského olympijského turnaje hraného opět v All England Clubu necelý měsíc po skončení Wimbledonu vstupovala jako třetí nasazená. Na cestě do finále ztratila jediný set, který ji vzala v úvodním dějství třetího kola Němka Sabine Lisická po výhře v tiebreaku 10:8. Mezi posledními osmi si poradila s Kim Clijstersovou a v semifinále zdolala krajanku Kirilenkovou. V boji o zlatou medaili ji deklasovala Američanka Serena Williamsová po setech 0–6, 1–6, čímž získala při své olympijské premiéře stříbrný kov.
Z pozice třetí nasazené došla na US Open do semifinále, v němž po třísetovém průběhu nestačila na světovou jedničku Viktorii Azarenkovou. V říjnu s ní opět prohrála ve finále pekingského China Open a sezónu zakončila istanbulským Turnajem mistryň. V něm jako světová dvojka vyhrála základní skupinu po vítězstvích nad Radwańskou, Stosurovou a Erraniovou. V semifinále oplatila předchozí dvě porážky Azarenkové a v boji o titul nestačila na Serenu Williamsovou. Den po finále odehrála v pražské O2 areně exhibici s Petrou Kvitovou a Lucii Šafářovou.

### 2013: Stuttgartská obhajoba a zranění ramena
Australskou část sezóny měla zahájit na Brisbane International jako druhá nasazená. Ovšem před začátkem se odhlásila pro zranění klíční kosti. Úvodní událostí se tak v polovině ledna stal melbournský grandslam Australian Open, na kterém z pozice turnajové dvojky obhajovala finálovou účast. V prvních dvou kolech „nadělila“ Olze Pučkovové a Misaki Doiové vždy dva „kanáry“ 6–0, 6–0, a stala se tak prvním tenistou od Australian Open 1985, kterému se tento výkon na grandslamu podařil. Jednoznačné zápasy pokračovaly, když Venus Williamsovou zdolala 6–1, 6–3, Kirsten Flipkensovou 6–1, 6–0 a konečně ve čtvrtfinále krajanku Jekatěrinu Makarovovou 6–2, 6–2. Tím překonala grandslamový rekord Moniky Selešové, jako hráčka, která na cestě do semifinále ztratila nejméně gamů (devět her). Dobře rozehraný turnaj však opustila mezi poslední čtyřkou, když nestačila na čínskou světovou šestku Li Na 2–6, 2–6 a z Melbourne Parku si odvezla půl miliónu dolarů. Bodová ztráta v následné klasifikaci WTA znamenala pokles na třetí příčku za první Azarenkovou a druhou Serenu Williamsovou.

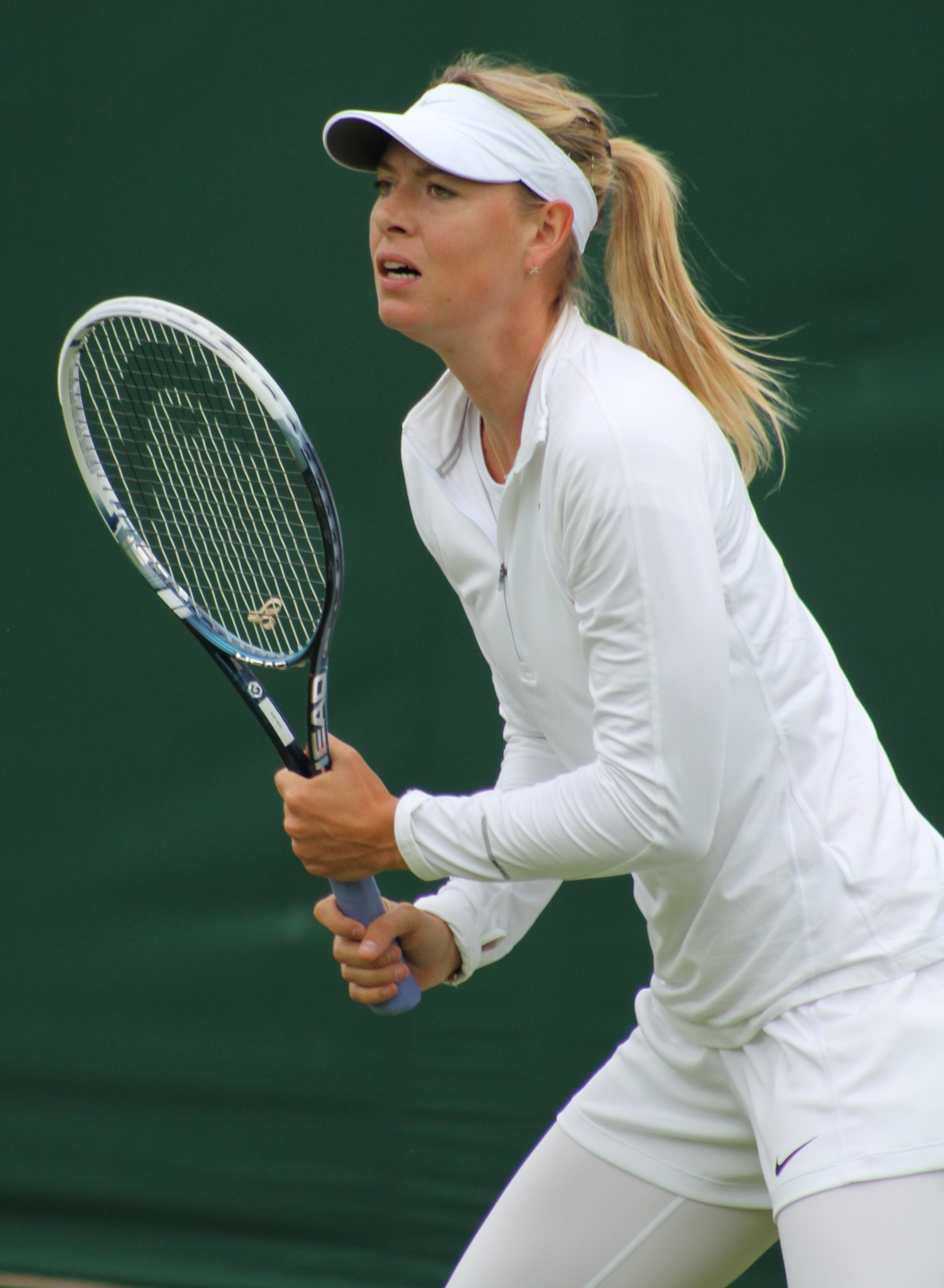
Ve Wimbledonu dohrála již ve druhém kole

Po přesunu na Arabský poloostrov odehrála Qatar Total Open, kde po čtvrtfinálové výhře nad Australankou Samanthou Stosurovou skončila na raketě Sereny Williamsové. V rámci vzájemných utkání se jednalo o její desátou porážkou v řadě. Následně se zúčastnila dvou velkých turnajů ve Spojených státech. Na kalifornském Indian Wells Masters, kde startovala pro bojkot sester Williamsových jako turnajová dvojka, se probojovala bez ztráty sady do finále. Po volném losu postupně zdolala Francescu Schiavoneovou, Carlu Suárezovou Navarrovou, Laru Arruabarrenovou, světovou osmičku Saru Erraniovou a v semifinále třináctou nasazenou krajanku Marii Kirilenkovou. V boji o titul ji vyzvala bývalá světová jednička z Dánska a vítězka turnaje z roku 2011 Caroline Wozniacká. Po hodině a dvaceti jedna minutách si Ruska připsala premiérový titul sezóny a prémii jednoho milionu dolarů, když soupeřku porazila 6–2, 6–2. Celkově se jednalo o 28. kariérní titul a druhý z Indian Wells. Zisk 700 bodů ji posunul na 2. místo žebříčku za Serenu Williamsovou.
Na následném turnaji Sony Open Tennis postoupila opět bez ztráty sady do finále. Nejvyrovnanější duel poměrem 7–5, 7–5, svedla ve čtvrtfinále, kde na ni stejně jako v Indian Wells, čekala Sara Erraniová. Po výhře nad 22. hráčkou žebříčku Jelenou Jankovićovou se o titul utkala s americkou světovou jedničkou Serenou Williamsovou. Na úvod vyhrála první set. Američanka však v dalších dvou dějstvích dominovala a Rusce dovolila uhrát pouze tři gamy. Výsledek 6–4, 3–6 a 0–6 znamenal jedenáctou vzájemnou porážku Šarapovové v řadě.
V roli obhájkyně titulu zavítala po příletu do Evropy na stuttgartskou antuku Porsche Tennis Grand Prix. Jako první nasazená měla volný postup do druhé fáze, v níž podruhé v kariéře porazila světovou dvacet pětku Lucii Šafářovou po těžkém třísetovém utkání. Poté si poradila s Anou Ivanovićovou a ve třísetovém semifinále se šestou hráčkou klasifikace Angelique Kerberovou. Ve finále vrátila porážku z úvodu sezóny turnajové dvojce Li Na ve dvou setech. Vyhrála tak devátý ze čtrnácti vzájemných duelů. Titul představoval její 29. vítězství kariéry a kromě finanční odměny 125 000 dolarů si podruhé za sebou odvezla i prémii v podobě vozu Porsche 911.

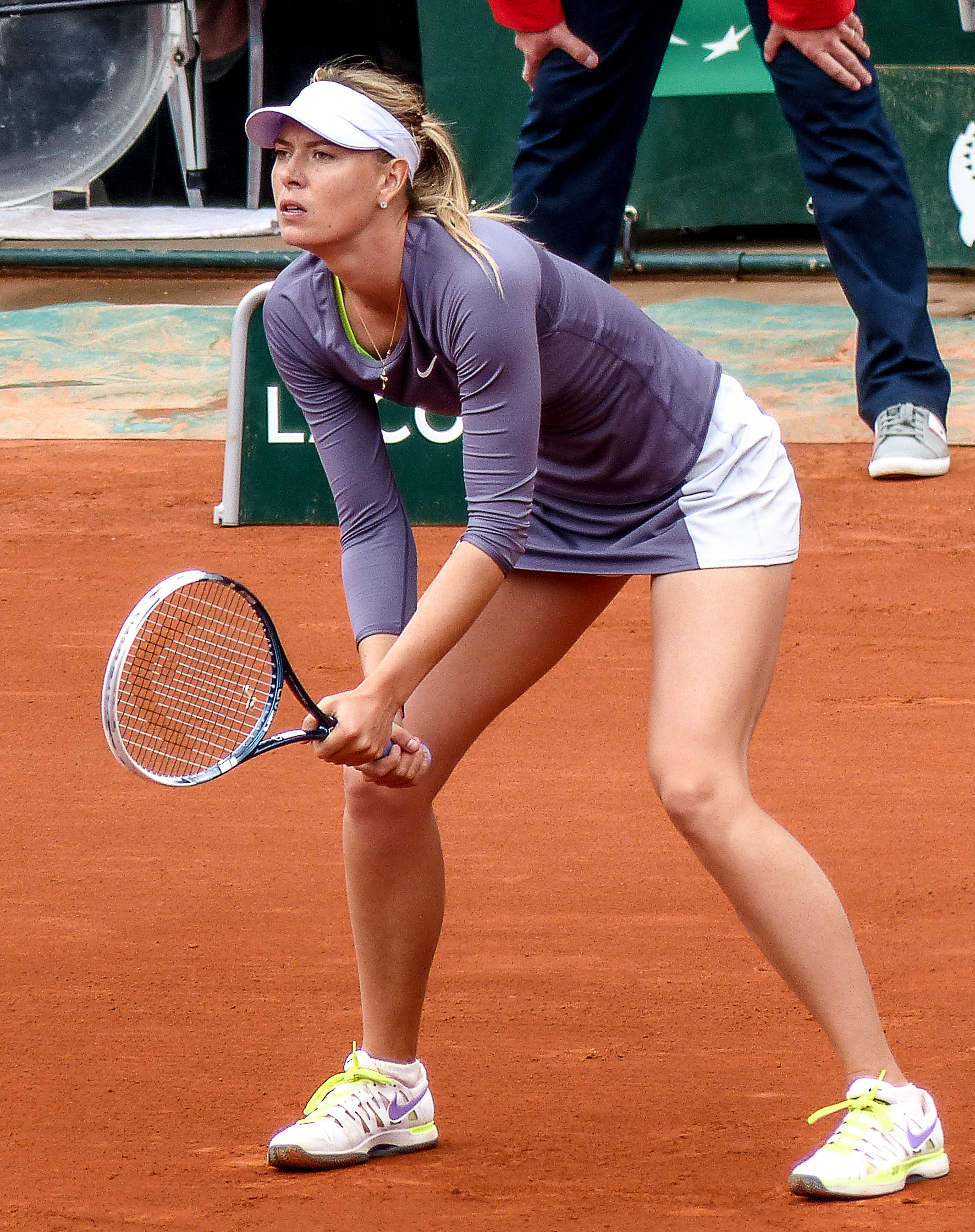
Příjem na French Open, kde došla do finále

Následující týden se objevila na antuce Mutua Madrid Open, kde se bez ztráty setu probojovala do finále. Ve čtvrtfinále na její raketě zůstala Estonka Kaia Kanepiová a v semifinále světová šestnáctka Ana Ivanovićová. V boji o titul nestačila podvanácté za sebou na Serenu Williamsovou, když jí podlehla poměrem 1–6 a 4–6. Na italském mezinárodním mistrovství Rome Masters prošla po ztrátě tří gamů s Američankou Sloane Stephensovou do čtvrtfinále. Do něj však pro virózu nenastoupila a světová sedmička Sara Erraniová postoupila do semifinále bez boje.
Na pařížský grandslam French Open přijížděla jako obhájkyně titulu a druhá nasazená. Třísetové utkání svedla ve čtvrtfinále proti 18. hráčce světa Jeleně Jankovićové, na níž v úvodní sadě neuhrála žádnou hru, ale duel dovedla do vítězného konce po výsledku 0–6, 6–4, 6–3. Druhý třísetový zápas odehrála v semifinále proti světové trojce Viktorii Azarenkové poměrem 6–1, 2–6 a 6–4. Ve finále již počtvrté v roce podlehla světové jedničce a suverénce probíhající sezóny Sereně Williamsové 4–6 a 4–6. Žebříčková ztráta 600 bodů ji připravila o 2. místo, když se před ni dostala Azarenková.
Jako druhá nasazená pak překvapivě vypadla již ve druhém kole wimbledonské dvouhry, když se její přemožitelkou stala Michelle Larcherová de Britová 3–6, 4–6. Pro zranění pravého ramena se odhlásila z US Open, Toray Pan Pacific Open, China Open a závěrečné události sezóny Turnaje mistryň.

### 2014: Druhý titul na Roland Garros a světová dvojka

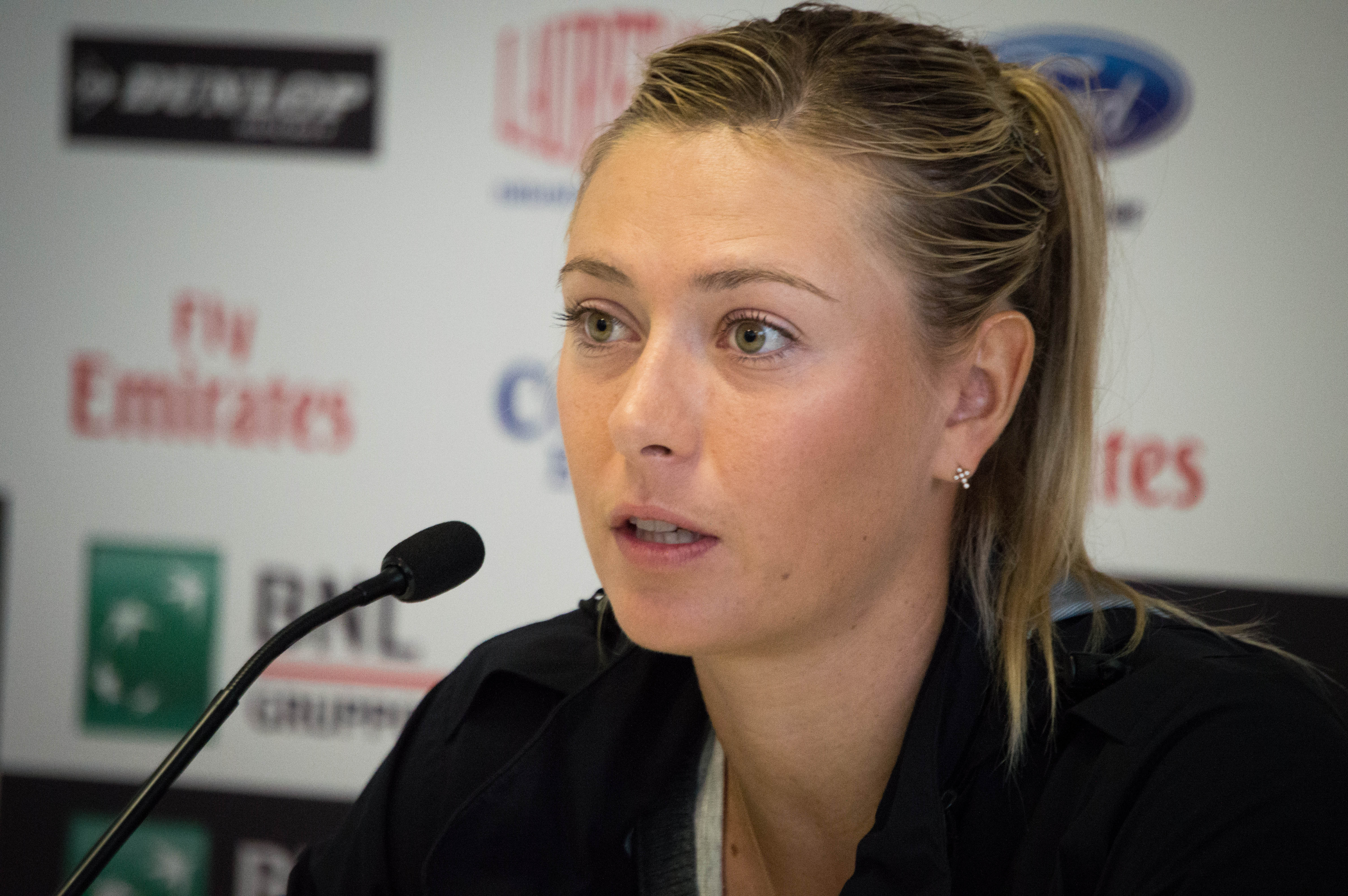
Tiskovka na Rome Masters

Po výpadku, jenž trval od srpna 2013 kvůli zraněnému rameni, se vrátila na kurty v úvodu sezóny turnajem Brisbane International, na kterém došla do semifinále. V něm vypadla se světovou jedničkou a pozdější vítězkou Serenou Williamsovou 2–6 a 6–7. Poté odcestovala na první grandslam sezóny Australian Open, kde ji však čekal výpadek formy. V prvním kole jako třetí nasazená porazila Američanku Bethanii Mattekovou-Sandsovou 6–3 a 6–4. Od druhého kola se začala ozývat dlouhá pauza po zranění. Vyrovnané zápasy sváděla i s hráčkami, které byly žebříčkově výrazně níže postavené. Ve druhém kole zdolala po třísetovém dramatu 6–3, 4–6 a 10–8 Italku Karin Knappovou. Ve třetím zápasu si poradila s Francouzkou Alize Cornetovou 6–1 a 7–6. Cestu lednovým grandslamem jí překazila v osmifinále slovenská tenistka a pozdější finalistka Dominika Cibulková výsledkem 6–3, 4–6 a 1–6.
V březnu překvapivě podlehla ve třetím kole Indian Wells Masters 22leté Italce Camile Giorgiové. Ztráta bodů způsobila pád na 7. místo žebříčku WTA. V dubnu dobyla premiérový hattrick kariéry na jediném antukovém turnaji hraném v hale – stuttgartském Porsche Tennis Grand Prix, kde triumfovala potřetí v řadě. První trofej probíhající sezóny a celkově 30. singlový triumf vybojovala po finálovém vítězství nad Srbkou Anou Ivanovićovou. V květnu navázala dalším titulem z antukového Madrid Open, kde ve finálové třísetové bitvě přemohla rumunskou světovou pětku Simonu Halepovou. Devátá turnajová výhra na antuce znamenala ve statistikách aktivních hráček sdílení třetí pozice s Venus Williamsovou. Ve třetí fázi navazujícího Rome Masters ji čerstvou porážku oplatila právě Ivanovićová.

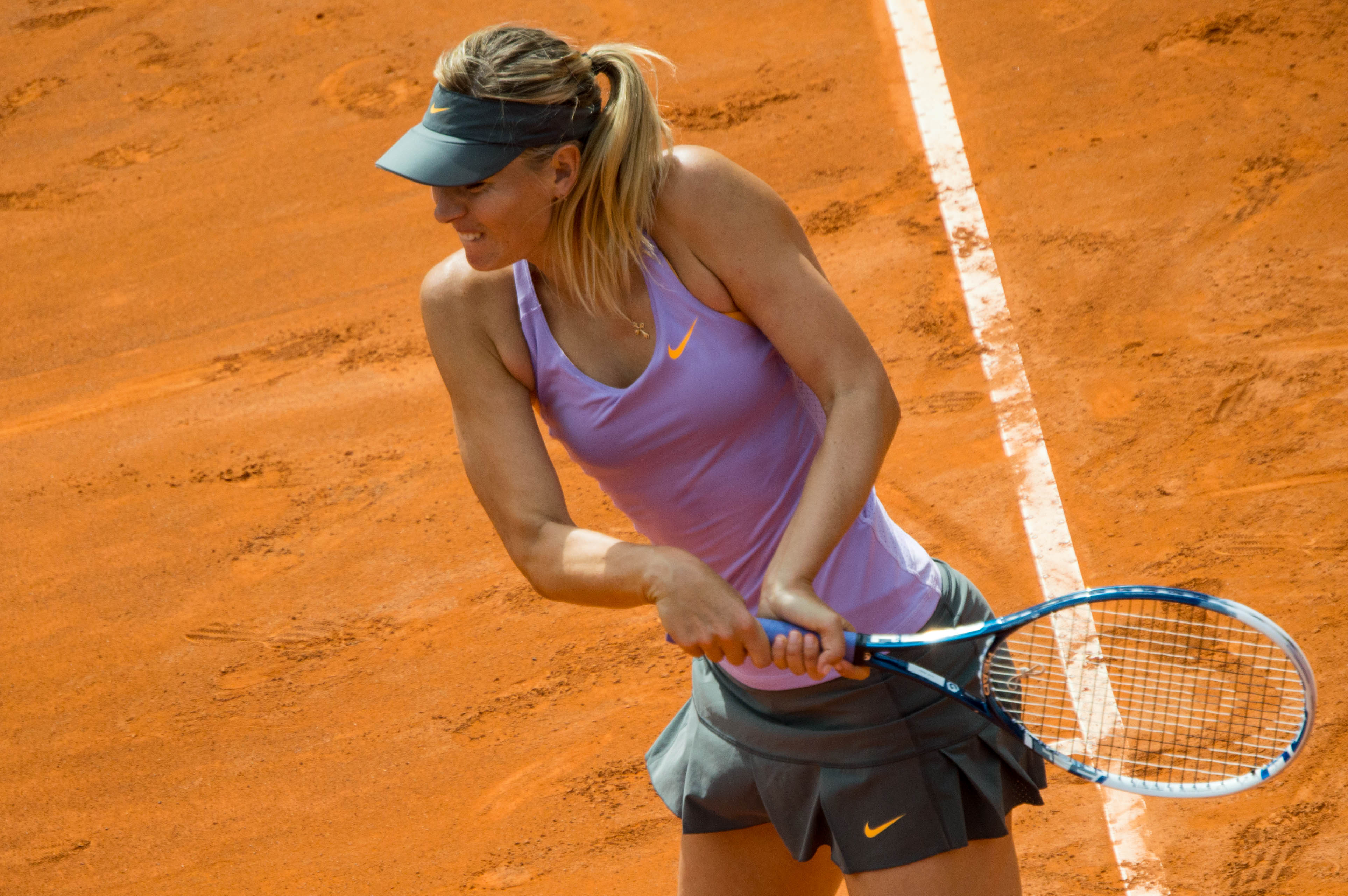
Během Rome Masters

V roli sedmé nasazené přijížděla na French Open, kde v předchozích dvou letech prošla vždy až do finále. Na cestě k závěrečnému střetnutí potřetí v řadě zůstaly na její raketě Xenija Pervaková, Cvetana Pironkovová, Paula Ormaecheaová a v osmifinále Australanka Samantha Stosurová, když proti ní dokázala otočit nepříznivý vývoj duelu sérií devíti vítězných gamů, ze stavu 0–1 na sety a poměru her 3–4. Ve čtvrtfinále ji nezastavila ani Španělka Garbiñe Muguruzaová, která předtím vyřadila obhájkyni Serenu Williamsovou, a s níž také musela obracet nepříznivý vývoj utkání. Mezi poslední čtyřkou hráček opět doháněla jednosetové manko s mladou Kanaďankou a 16. ženou klasifikace Eugenií Bouchardovou. Finálový duel pak znamenal výhru nad rumunskou světovou čtyřkou Simonou Halepovou ve třech setech. Po zisku první sady byla Šarapovová blízko triumfu již ve druhém dějství, když v tiebreaku vedla 5:3 na míče. Rumunka však získala další čtyři body a finálové utkání dospělo poprvé po 13 letech do třetího setu. Naposledy se rozhodující sada hrála v roce 2001. Klíčovým okamžikem posledního dějství se stal první míč za stavu 4–4, kdy byla na podání rumunská tenistka. Ruska zahrála úder na základní čáru, ale čárový rozhodčí zahlásil s mírným zpožděním aut. Hlavní sudí jeho výrok opravil a fiftýn přímo přisoudil Šarapovové, když rozhodl, že projev čárového neměl vliv na zkažený úder Halepové. Následně si sibiřská rodačka připsala sedm míčů v řadě a vyhrála 6–4.

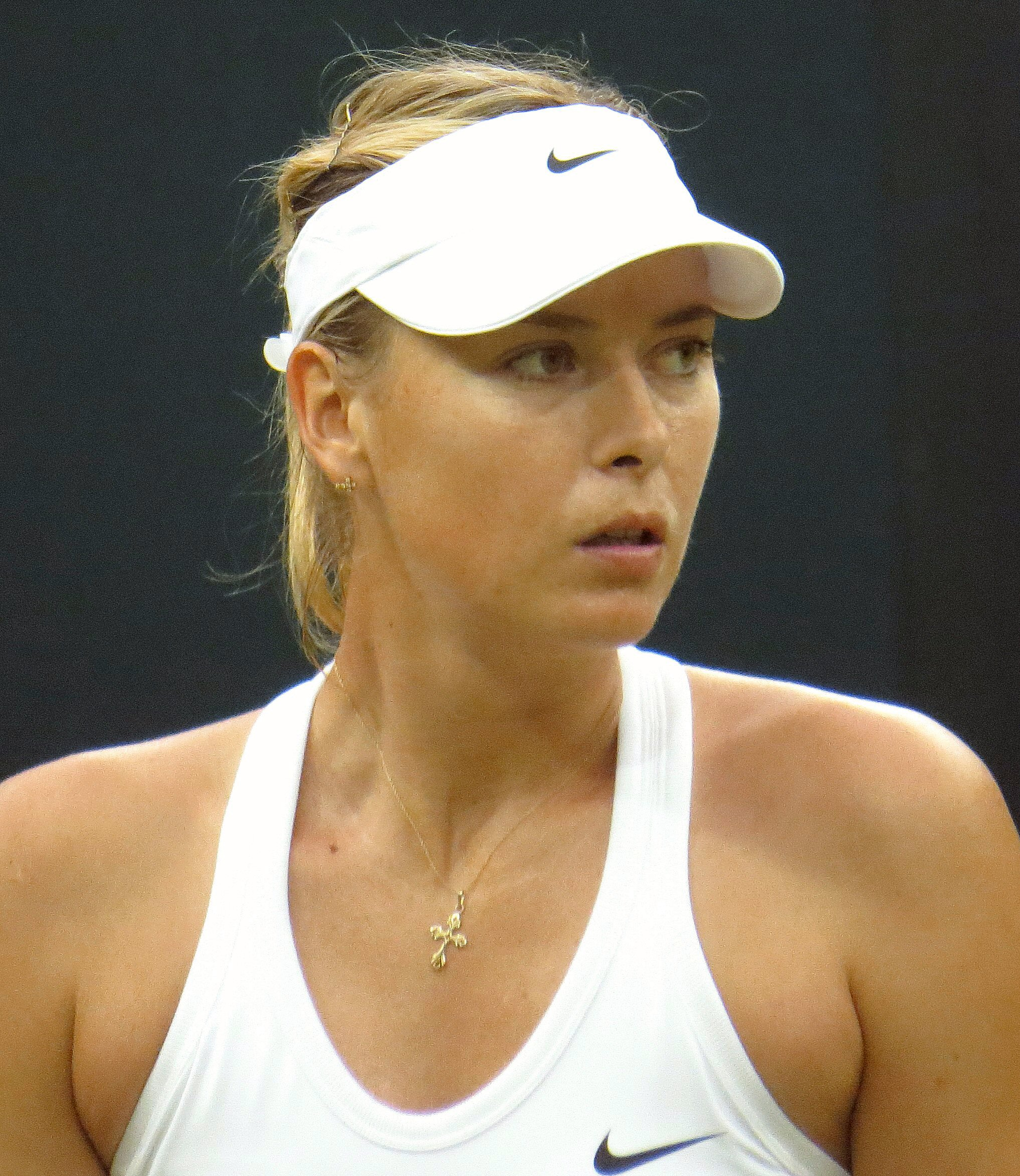
Ve Wimbledonu

Sibiřská rodačka získala, po roce 2012, druhý titul z Roland Garros a celkově pátou grandslamovou trofej. Sérii neporazitelnosti ve třísetových duelech prodloužila na 20 zápasů. Po triumfu ji pohár Suzanne Lenglenové předala rekordmanka v počtu sedmi titulů z French Open – americká legenda Chris Evertová, a vítězka uvedla: „Bylo to nejtěžší grandslamové finále, které jsem kdy hrála. Simona byla neuvěřitelná.“
Přípravné turnaje na trávě před třetím grandslamem vynechala. Ve Wimbledonu prošla do osmifinále po třech hladkých výhrách, když Samantha Murrayová, Timea Bacsinszká a Alison Riskeová, na ni dokázaly celkově uhrát pouze sedm gamů. Následně však podlehla světové sedmičce a deváté nasazené Angelique Kerberové po dramatickém průběhu za 2.39 hodin. Ruska zahrála 49 nevynucených chyb oproti pouhým 11 soupeřky. Přestože dokázala odvrátit šest mečbolů, sedmý již znamenal postup německé hráčky. Ta po výhře uvedla: „Je to neuvěřitelné … Byl to hrozně těžký zápas, obě jsme hrály na maximum a myslím, že to byl super tenis. Bylo to hodně těsné, každý set byl náročný.“

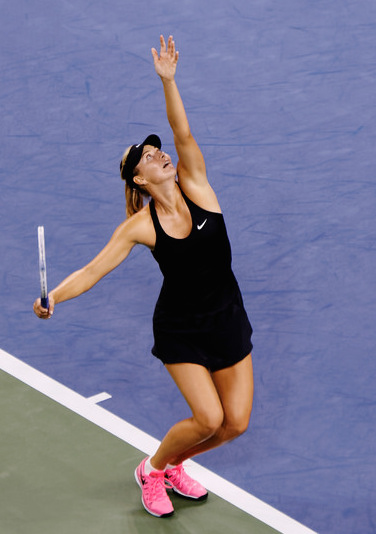
Servis na US Open

Letní sezónu na amerických betonech otevřela na srpnovém Rogers Cupu v Montréalu v roli turnajové čtyřky. Po volném losu zdolala Garbiñe Muguruzaovou, aby ji ve třetím kole zastavila další Španělka Carla Suárezová Navarrová ve třech setech. Navazující Western & Southern Open znamenal výhru ve druhém kole nad 28. ženou žebříčku Madison Keysovou. Poté přehrála Pavljučenkovovou a novou světovou dvojku Simonu Halepovou. V semifinále ji zastavila světová jedenáctka Ivanovićová po setech 2–6, 7–5 a 5–7, když nedokázala zužitkovat ani jeden ze dvou mečbolů. Na US Open přijela jako pátá nasazená. Do osmifinále se probojovala přes Marii Kirilenkovou, Alexandru Dulgheruovou a turnajovou dvacet šestku Sabine Lisickou. Mezi poslední šestnáctkou nenašla recept na hru pozdější finalistky Caroline Wozniacké, jež zvítězila ve třech setech.
V pozici čtvrté nasazené rozehrála premiérový ročník wuchanské události Wuhan Open z kategorie Premier 5. Po volném losu zvládla duel s krajankou Kuzněcovovou. Ve třetím kole ji však překvapivě zastavila 61. hráčka světové klasifikace Timea Bacsinszka poměrem 6–7 a 5–7. Poslední čtvrtá událost sezóny s povinnou účastí Premier Mandatory – China Open, jí přinesla premiérový pekingský titul. Cestou do finále neztratila ani jeden set, když na její raketě postupně skončily Estonka Kaia Kanepiová, Elina Svitolinová, světová osmnáctka Suárezová Navarrová, Světlana Kuzněcovová a v semifinále 9. tenistka klasifikace Ana Ivanovićová, s níž srovnala poměr vzájemných zápasů v roce na 2:2. Ve finále porazila světovou trojku Petru Kvitovou 6–4, 2–6 a 6–3. V probíhající sezóně si připsala čtvrtou trofej a celkově třicátou třetí. Díky neobhajování žádných bodů se na žebříčku posunula na 2. místo.

### 2015: Finalistka Australian Open
Úvodní týden sezóny nastoupila jako nejvýše nasazená na Brisbane International. Po semifinálové výhře nad Ukrajinkou Elinou Svitolinovou si v boji o titul poradila se srbskou nasazenou dvojkou Anou Ivanovićovou, která ji odebrala jediný set na turnaji. Získala tak třicátou čtvrtou kariérní trofej.

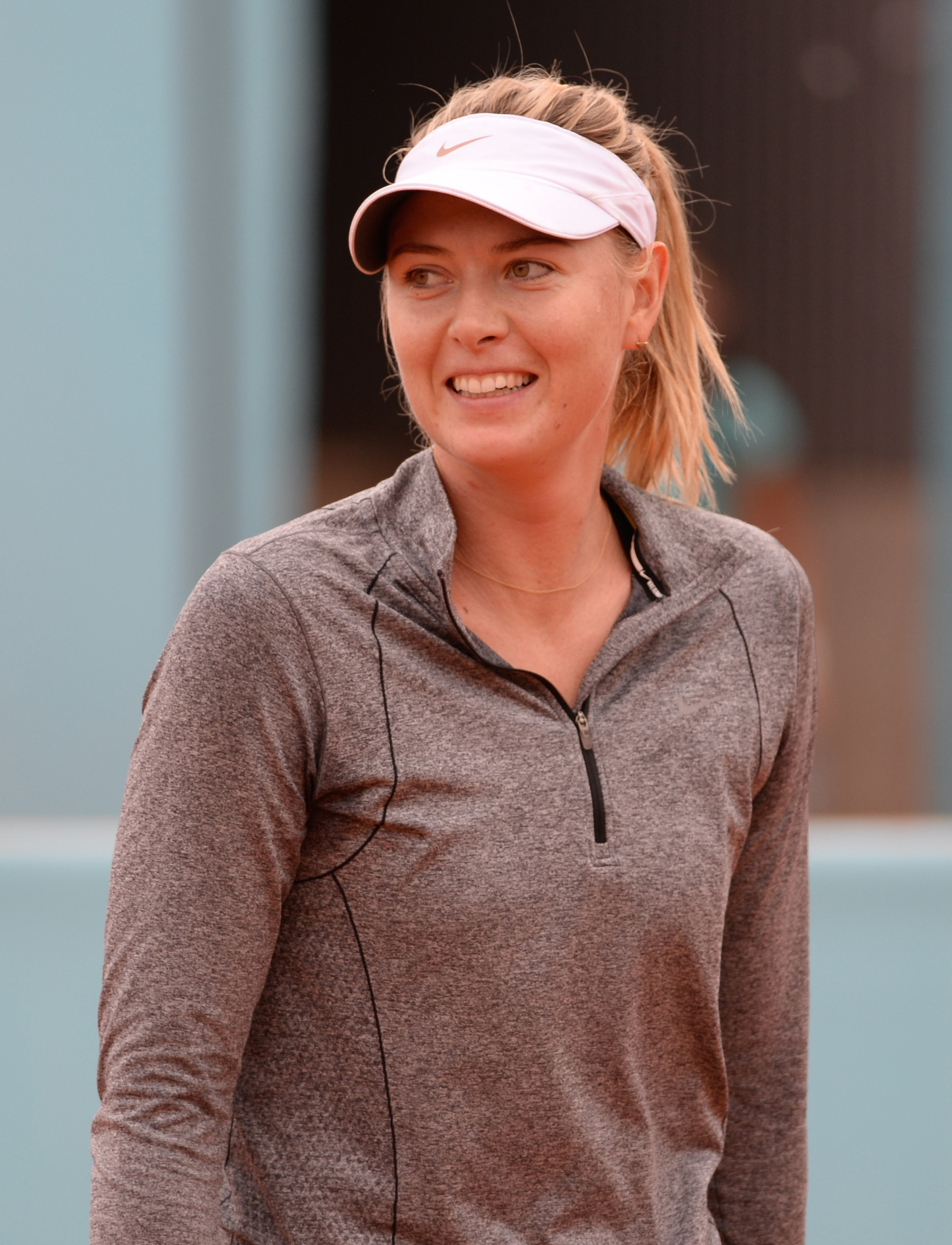
Na Madrid Open skončila v semifinále

Jako druhá nasazená přijela na Australian Open. Na její raketě postupně zůstaly chorvatská kvalifikantka Petra Martićová, krajanka Alexandra Panovová, 31. nasazená Kazaška Zarina Dijasová, turnajová dvacet jednička Pcheng Šuaj a ve čtvrtfinále světová sedmička Eugenie Bouchardová. Ve svém třetím semifinále během uplynulých čtyř ročníků vyřadila desátou nasazenou krajanku Jekatěrinu Makarovovou poměrem 6–3, 6–2, aby v boji o titul nestačila na světovou jedničku Serenu Williamsovou. Po těsném dvousetovém průběhu využila soupeřka třetí mečbol, když zahrála eso. Ruska tak skončila po ročnících 2007 a 2012 opět jako poražená finalistka.
Na březnovém Indian Wells Masters porazila Yaninu Wickmayerovou i Viktorii Azarenkovou, aby v osmifinále skončila na raketě obhájkyně titulu Flavie Pennettaové. Po volném losu na Miami Open nezvládla druhé kolo s krajankou Darjou Gavrilovovou, což znamenalo nejrychlejší vyřazení na miamském turnaji od její první účasti v roce 2003.
V roli trojnásobné obhájkyně Porsche Tennis Grand Prix podlehla po volném losu Angelique Kerberové ve třech setech. Jednalo se o vůbec její první prohru ve Stuttgartu. Porážka také ukončila její sérii 64 antukových zápasů, v nichž vyhrála zápas vždy, když zvítězila i v úvodním setu. Naposledy předtím takové utkání prohrála s Dinarou Safinovou ve čtvrtém kole French Open 2008. Na Madrid Open zavítala jako světová trojka, poté, co ji na druhé příčce vystřídala Halepová, i jako obhájkyně titulu. Poprvé od roku 2008 ji však zdolala Světlana Kuzněcovová, jíž podlehla v semifinále. Navazující Internazionali BNL d'Italia znamenal zlepšení formy. Ve čtvrtfinále si poradila s Azarenkovou. Poté oplatila čerstvou porážku kvalifikantce Gavrilovové a ve finále ji nezastavila ani španělská světová desítka Carla Suárezová Navarrová, přestože dotahovala ztrátu úvodní sady. Na Rome Masters tak potřetí v kariéře vyhrála trofej, znamenající návrat na druhou pozici.

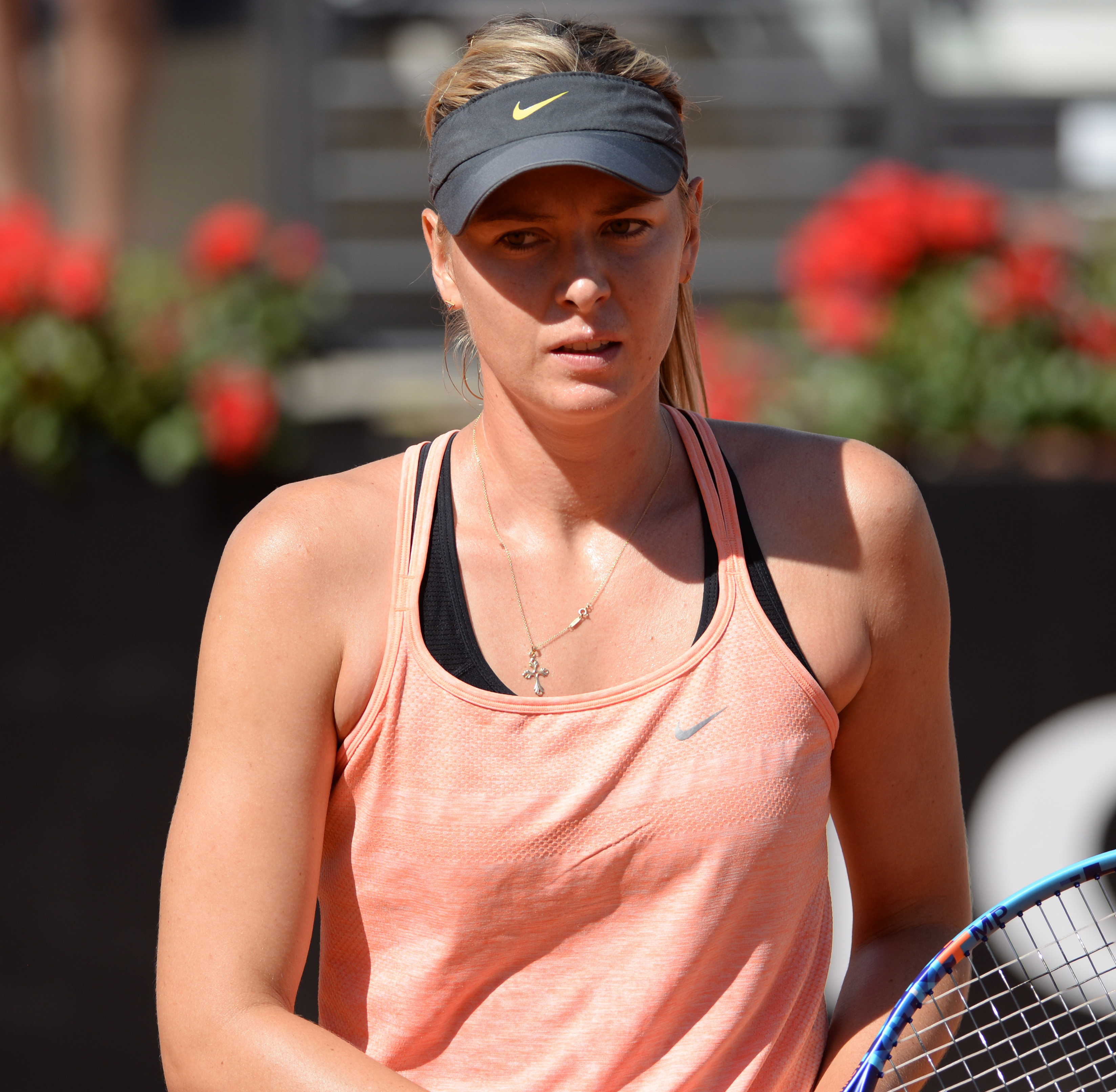
Trénink na Rome Masters

Z pozice obhájkyně titulu rozehrála Roland Garros, na němž postoupila do osmifinále přes 26. nasazenou Samanthu Stosurovou. Mezi poslední šestnáctkou hráček ji však podruhé v kariéře přehrála třináctá nasazená Lucie Šafářová ve dvou setech. Mezi poslední čtyřku hráček pronikla na wimbledonském pažitu, kde vypadla se Serenou Williamsovou. Celou letní US Open Series vynechala a na dvorce se vrátila až čínským Wuhan Open. Otevírací klání proti Barboře Strýcové však musela skrečovat pro natažení svalstva levého předloktí. Následně se odhlásila z povinného pekingského podniku China Open, aby se zotavila před již jistou účastí na Turnaji mistryň, kam zavítala poosmé.
Na WTA Finals do Singapuru zavítala jako třetí nasazená. Základní skupinu vyhrála poté, co zdolala Halepovou, Radwańskou i Pennettaovou. V semifinále však nestačila na Petru Kvitovou, když po ztracené úvodní sadě 3–6, promarnila náskok 5–1 ve druhé.
Duel si s Češkou zopakovala po dvou týdnech během pražského finále Fed Cupu, kde jí oplatila prohru. Přestože vyhrála oba singly, Rusky odjely poraženy 2:3 na zápasy.
Sezónu zakončila na 4. místě s bilancí 39–9 ve dvouhře a dvěma tituly.

### 2016: Pozitivní dopingový nález a 15měsíční zákaz startu
V úvodu sezony měla startovat na turnaji v Brisbane, z něhož však pro zranění předloktí nakonec odstoupila. V pavouku ji nahradila krajanka Margarita Gasparjanová. V roli páté nasazené se tak objevila až na Australian Open, kde na její raketě postupně skončily Nao Hibinová, Aljaksandra Sasnovičová, Lauren Davisová a v osmifinále švýcarská teenagerka Belinda Bencicová, kterou v prvním vzájemném duelu zdolala po více než dvou hodinách ve dvou těsných setech. Mezi poslední osmičkou však, v repríze předešlého finále, nestačila na světovou jedničku Serenu Williamsovou, které podlehla 4-6 a 1-6. V žebříčku klesla na 6. pozici. Následně ji kapitánka fedcupového týmu Anastasija Myskinová nominovala na čtvrtfinále světové skupiny Fed Cupu proti Nizozemsku, do něhož nezasáhla pro nedoléčené zranění předloktí. Rusky prohrály 1:3 na zápasy. V únoru se odhlásila z Qatar Open a týden před březnovým BNP Paribas Open odstoupila i z této první akce Premier Mandatory v sezóně.

#### Dopingová kauza: Trest na 15 měsíců

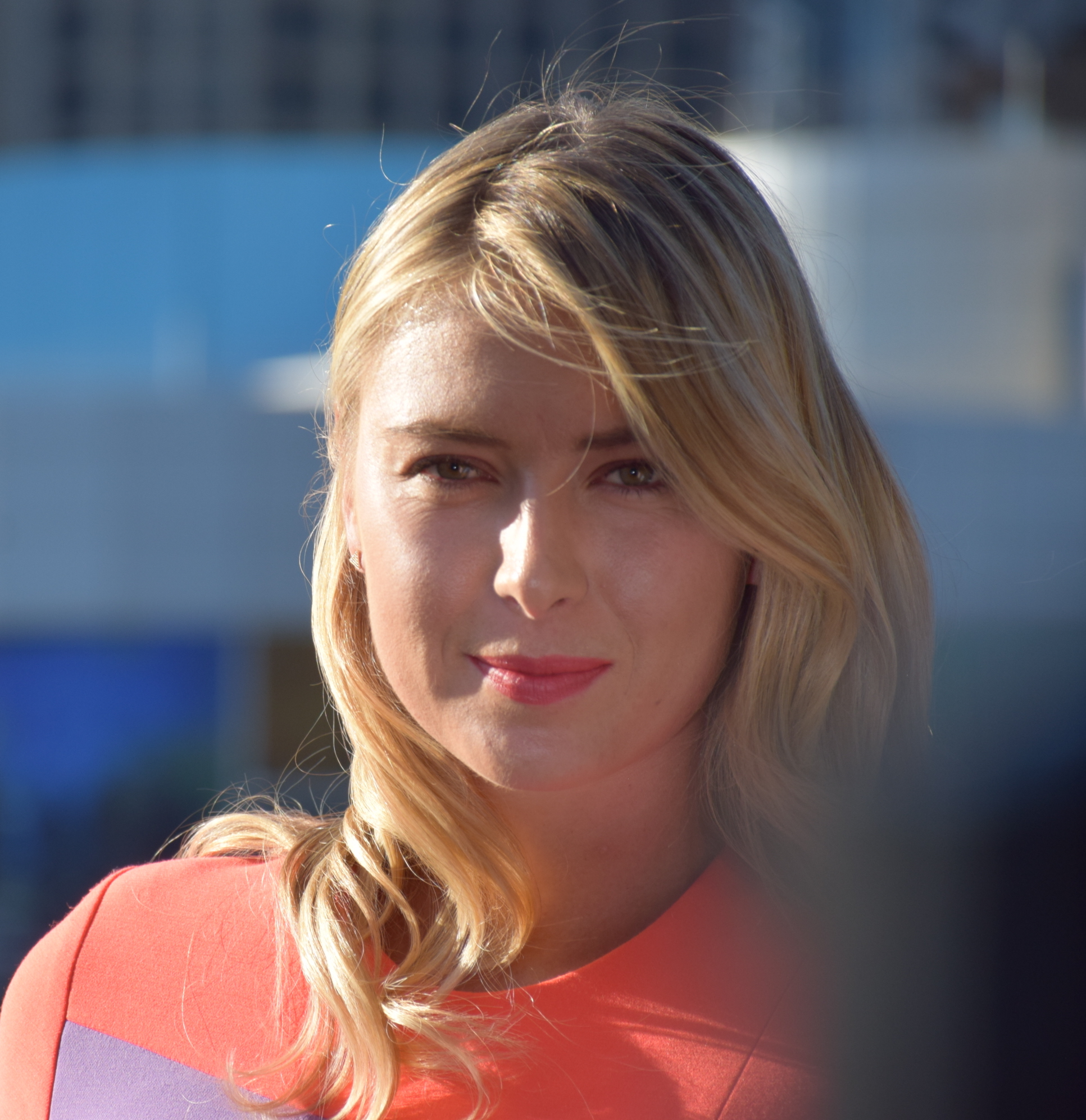
Maria Šarapovová, 2016

Na tiskové konferenci v Los Angeles konané 7. března 2016 Maria Šarapovová přiznala, že během Australian Open měla pozitivní dopingový nález na kardiakum meldonium. Léčivou látku měla užívat předešlých deset let jako prevenci před diabetem – zvýšenou rodinnou zátěží k této nemoci, a pro nízkou krevní hladinu hořčíku. Světová antidopingová agentura ji však od 1. ledna 2016 zařadila na seznam zakázaných látek. Podle svého vyjádření tenistka přehlédla e-mail informující o této skutečnosti. Mezinárodní tenisová federace ruskou hráčku prozatímně suspendovala od 12. března 2016 a řešení případu dále probíhalo.
Ke kauze se vyjádřila řada sportovních osobností. Wimbledonský vítěz Pat Cash uvedl, že je obtížné vysvětlení Šarapovové věřit. Ruská tenisová federace naopak nazvala test „nesmyslem“ a očekávala, že se reprezentantka zúčastní Letní olympiády 2016 v Riu. Podpořila ji také tenisová legenda Martina Navrátilová prohlášením: „Doufám, že všechno dobře skončí, protože mi to připadá jako nezaviněná chyba.“ Sportovní firma Nike a výrobce hodinek TAG Heuer několik hodin po zveřejnění oznámily ukončení spolupráce, zatímco automobilka Porsche přerušila společné propagační aktivity.
Dne 8. června pak ITF dospěla k rozhodnutí a Šarapovovou potrestala dvouletým zákazem startu na turnajích, které organizuje nebo je jejich nepřímým účastníkem. Ve své zprávě uvedla, že rozhodnutí platí zpětně od 26. ledna 2016. Ruska posléze prostřednictvím své sociální sítě uvedla, že se proti výši trestu odvolá: „ITF stálo ohromné množství času a energie, když se snažila dokázat, že jsem úmyslně porušila antidopingová pravidla. Tribunál rozhodl, že se tak nestalo. Měli byste vědět, že mě ITF chtěla potrestat na čtyři roky - to je trest za úmyslné porušení pravidel - a tribunál to odmítl. Nemůžu proto přijmout tak nepřiměřeně tvrdý trest v podobě dvouletého zákazu. Okamžitě se odvolám proti výši trestu k CAS, Sportovnímu arbitrážnímu soudu.“ Odvolání k Mezinárodní sportovní arbitráži podala následující týden a instituce vydala prohlášení, že verdikt vynese do 18. července 2016. Následně však nastala dohoda obou stran od upuštění zrychleného řízení a souhlasu s verdiktem arbitráže do 19. září téhož roku, čímž automaticky hráčka přišla o účast na olympijských hrách i US Open.
Mezinárodní sportovní arbitráž následně vynesla rozhodnutí 4. října 2016. Hráčce snížila původně dvouletý zákaz startu na dobu trvání 15 měsíců, s uplynutím trestu 26. dubna 2017. Ruska tak mohla zasáhnout do turnajů začínajících v týdnu od 25. dubna. V lednu 2017 potvrdila, že se vrátí stuttgartským Porsche Tennis Grand Prix, začínajícím 24. dubna téhož roku. Na divokou kartu nastoupila s vypršením trestu. V době vynesení rozhodnutí jí patřilo 95. místo žebříčku se 690 body, jež všechny získala na Turnaji mistryň 2015. V době návratu neměla žádné body. Podle pravidel mohla z pozice grandslamové vítězky požádat pořadatele turnajů WTA Tour o divokou kartu mimo stanovený limit počtu karet. Body mohla také získat z událostí okruhu ITF (chráněný žebříček při dopingu nebylo možné uplatnit).
V den zahájení Wimbledonu oznámila záměr studovat ekonomický kurz na Harvardově univerzitě.

### 2017: Návrat po dopingovém trestu a titul v Tchien-ťinu
Na okruh WTA Tour se vrátila po uplynutí 15měsíčního trestu za doping. Sezónu rozehrála na antukovém Porsche Tennis Grand Prix, kde v letech 2012–2014 triumfovala. Stuttgartší pořadatelé jí při návratu na dvorce udělili divokou kartu, když hráčka nemohla využít chráněný žebříček a na žebříčku měla 0 bodů. V úvodním kole, hraném 26. dubna, vyřadila za 1.43 hodin Italku Robertu Vinciovou ve dvou setech a zvýšila aktivní poměr vzájemných utkání na 3–0. K návratu uvedla: „Na tuhle chvíli jsem čekala opravdu dlouho. Tohle je ten nejkrásnější pocit na světě. Kurt je moje jeviště, už od doby, kdy jsem byla dítě.“ Postup do čtvrtfinále si zajistila výhrou nad krajankou Jekatěrinu Makarovovou, čímž navýšila vzájemnou bilanci na 7–0. Po výhře nad kvalifikantkou Anett Kontaveitovou dohrála v semifinále na raketě Kristiny Mladenovicové. Pro absenci bodů nefigurovala na žebříčku WTA. Zisk 185 bodů znamenal v jeho vydání z 1. května posun na 262. místo.
Řada tenisových osobností byla proti udělení divokých karet Šarapovové. Většina tenistek uznala její přínos ženskému tenisu včetně zvýšení atraktivity okruhu. Několik hráček se naopak vyjádřilo kriticky, např. Kanaďanka Eugenie Bouchardová ji na istanbulském turnaji označila za podvodnici.
Do konce sezóny pak obdržela dalších šest divokých karet do hlavních soutěží. První z nich získala na květnovém Mutua Madrid Open, kde po třísetové výhře udolala Mirjanu Lučićovou Baroniovou, aby ve druhé fázi odešla poražena od Bouchardové. Na římském Internazionali BNL d'Italia si na úvod poradila s Američankou Christinou McHaleovou. Poté opět čelila šestnácté nasazené Chorvatce Lučićové Baroniové, jíž v rozhodující sadě skrečovala pro poranění levého stehna. Krátce před startem Roland Garros oznámil nový prezident francouzského tenisového svazu Bernard Giudicelli , že ruské hráčce nebyla udělena divoká arta do dvouhry ani kvalifikace.
Travnatou část roku otevřela na AEGON Classic v Birminghamu. Pokračující stehenní zranění však znamenaly odstoupení a vynechání celé travnaté sezóny. Ve Wimbledonu nežádala divokou kartu do dvouhry a byla připravena nastoupit do kvalifikace v Roehamptonu. Zranění jí však znemožnilo start. Na dvorce se vrátila stanfordským Bank of the West Classic, jenž otevřel letní US Open Series. Třísetové vítězství nad Američankou Jennifer Bradyovou jí posunulo zpět mezi prvních 150 tenistek světové klasifikace. Před utkáním s ukrajinskou turnajovou sedmičkou Lesjou Curenkovou však odstoupila pro zranění levé paže. Stejná zdravotní komplikace jí nedovolila odehrát ani Rogers Cup a nakonec se odhlásila i ze cincinnatského Western & Southern Open (a utkání se světovou dvanáctkou Ostapenkovou), aby doléčila zranění a byla připravená na US Open. Díky divoké kartě se v úvodním kole newyorského majoru utkala se světovou dvojkou Simonou Halepovou. Již ve druhém setu Ruska vedla 4–1, ale Rumunka si vynutila třetí dějství po zisku pěti gamů v řadě. Šarapovová v něm proměnila první mečbol a ve Flushing Meadows vyhrála utkání poprvé od roku 2014. V nočních utkáních na stadionu Arthura Ashe navýšila svou zápasovou bilanci na 18–0. Přes Maďarku Tímeu Babosovou a 18letou grandslamovou debutantku Sofii Keninovou ze Spojených států prošla do osmifinále. V něm však dohrála na raketě lotyšské turnajové šestnáctky Anastasije Sevastovové, přestože získala úvodní set. Lotyška odvrátila pět ze šesti brejkbolů a podruhé v řadě prošla mezi posledních osm hráček.
Na podzimním China Open v Pekingu si zopakovala duel se Sevastovovou, jíž jako 109. žena žebříčku v tříhodinovém duelu oplatila 26 dní starou porážku. Výhra nad Jekatěrinou Makarovovou jí zajistila první návrat do elitní světové stovky od dopingové kauzy. Po šňůře sedmi vzájemných vítězství nad Halepovou, ve třetím kole rumunské hráčce podlehla. Premiérový titul po dopingové pauze vybojovala na říjnovém Tianjin Open v čínském Tchien-ťinu. Po výhře nad třetí nasazenou Pcheng Šuaj prošla do finále. V něm se utkala s devatenáctiletou Běloruskou Arynou Sabalenkovou, s níž svedla více než dvouhodinový souboj a po zvládnutých koncovkách obou setů získala 36. titul. V každé sadě otáčela nepříznivý vývoj gamů. Bodový zisk ji zajistil posun na 57. příčku žebříčku WTA.
Poslední událostí roku se pro ni stal moskevský Kremlin Cup, na němž podlehla v prvním kole osmé nasazené Slovence Magdaléně Rybárikové.

### 2018: Poslední úspěchy

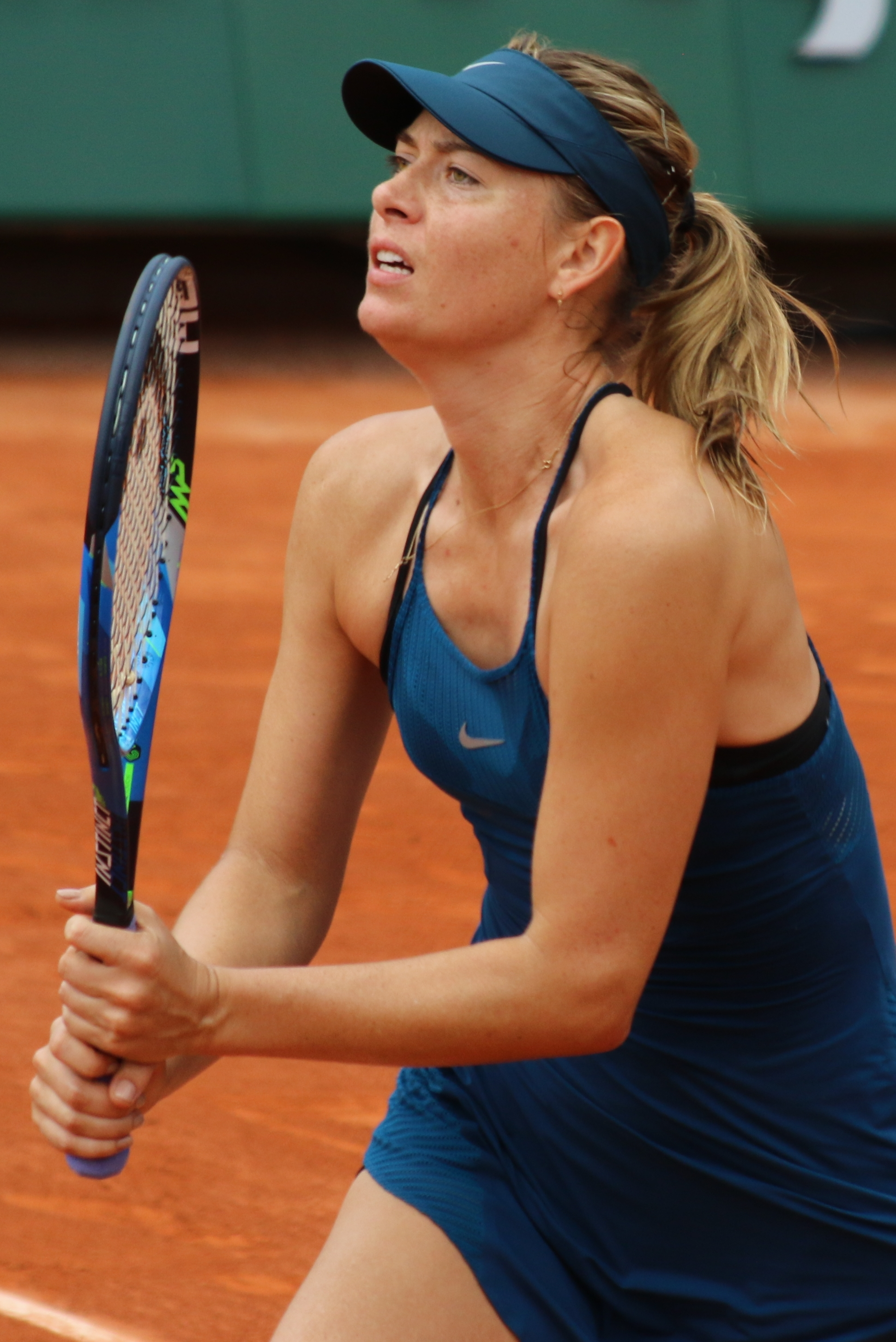
Šarapovová na French Open 2018, kde naposledy postoupila na majoru mezi nejlepší osmičku

Ročník otevřela dalším úspěšným čínským turnajem, když na Shenzhen Open došla až do semifinále, kde ji zastavila turnajová šestka z Česka Kateřina Siniaková. Následně se poprvé od suspendace vrátila do Melbourne na Australian Open. Ve druhém kole přehrála 14. nasazenou Anastasiji Sevastovovou, aby se ve třetím kole utkala v souboji posledních grandslamových vítězek, které zůstaly v pavouku, s Němkou Angelique Kerberovou, na níž uhrála pouze čtyři gamy a hned pětkrát ztratila servis. Zápas odstartoval sérii čtyř porážek v řadě, když na Qatar Open nestačila na Niculescuovou, v Indian Wells na Ósakaovou a ve stuttgartské hale na Garciaovou.
Zlepšenou formou se prezentovala během antukového jara. Po brzkém vyřazení z Porsche Tennis Grand Prix prošla do čtvrtfinálové fáze v Madridu, kde na její raketě dohrály Rumunky Buzărnescuová s Beguovou a Francouzka Mladenovicová. Mezi nejlepší osmičkou ji porazila pozdější finalistka Kiki Bertensová. Ještě lépe si vedla na Rome Masters, kde se dostala do semifinále. Ve čtvrtfinále porazila úřadující vítězku French Open Jeļenu Ostapenkovou poměrem 7–5 ve třetím setu. V semifinále podruhé v kariéře nestačila na Halepovou, tou dobu světovou jedničkou. Bodový zisk jí přesto zajistil návrat do první třicítky hodnocení a nasazení pro nadcházející French Open. Ve třetím kole deklasovala světovou šestku Karolínu Plíškovou a do posledního kariérního čtvrtfinále na majoru postoupila poté, co Serena Williamsová odstoupila z turnaje před utkáním čtvrtého kola kvůli zranění. Ve čtvrtfinále však odešla poražena od světové trojky Garbiñe Muguruzaové.

### 2020: Ukončení kariéry
Po zranění ve svých 32 letech ukončila 26. února tenisovou kariéru.

## Finále na Grand Slamu

### Ženská dvouhra: 10 (5 výher, 5 proher)
| Stav       | Rok  | Turnaj              | Povrch | Soupeřka ve finále  | Výsledek           |
| ---------- | ---- | ------------------- | ------ | ------------------- | ------------------ |
| Vítězka    | 2004 | Wimbledon           | tráva  | Serena Williamsová  | 6–1, 6–4           |
| Vítězka    | 2006 | US Open             | tvrdý  | Justine Heninová    | 6–4, 6–4           |
| Finalistka | 2007 | Australian Open     | tvrdý  | Serena Williamsová  | 1–6, 2–6           |
| Vítězka    | 2008 | Australian Open     | tvrdý  | Ana Ivanovićová     | 7–5, 6–3           |
| Finalistka | 2011 | Wimbledon           | tráva  | Petra Kvitová       | 3–6, 4–6           |
| Finalistka | 2012 | Australian Open (2) | tvrdý  | Viktoria Azarenková | 3–6, 0–6           |
| Vítězka    | 2012 | French Open         | antuka | Sara Erraniová      | 6–3, 6–2           |
| Finalistka | 2013 | French Open         | antuka | Serena Williamsová  | 4–6, 4–6           |
| Vítězka    | 2014 | French Open (2)     | antuka | Simona Halepová     | 6–4, 6–7(5–7), 6–4 |
| Finalistka | 2015 | Australian Open (3) | tvrdý  | Serena Williamsová  | 3–6, 6–7(5–7)      |

### Chronologie výsledků ve dvouhře
| Turnaj | 2001 | 2002 | 2003    | 2004    | 2005 | 2006    | 2007    | 2008    | 2009    | 2010    | 2011    | 2012    | 2013    | 2014    | 2015    | 2016 | 2017    | 2018    | 2019    | 2020    | SR     | V–P    | % výher |
| --- | ---- | ---- | ------- | ------- | ---- | ------- | ------- | ------- | ------- | ------- | ------- | ------- | ------- | ------- | ------- | ---- | ------- | ------- | ------- | ------- | ------ | ------ | ------- |
| Australian Open | A    | A    | 1. kolo | 3. kolo | SF   | SF      | F       | Vítěz   | A       | 1. kolo | 4. kolo | F       | SF      | 4. kolo | F       | ČF   | A       | 3. kolo | 4. kolo | 1. kolo | 1 / 16 | 56–15  | 78 %    |
| French Open | A    | A    | 1. kolo | ČF      | ČF   | 4. kolo | SF      | 4. kolo | ČF      | 3. kolo | SF      | Vítěz   | F       | Vítěz   | 4. kolo | A    | A       | ČF      | A       | A       | 2 / 14 | 56–12  | 82 %    |
| Wimbledon | A    | A    | 4. kolo | Vítěz   | SF   | SF      | 4. kolo | 2. kolo | 2. kolo | 4. kolo | F       | 4. kolo | 2. kolo | 4. kolo | SF      | A    | A       | 1. kolo | 1. kolo | NH      | 1 / 15 | 47–14  | 77 %    |
| US Open | A    | A    | 2. kolo | 3. kolo | SF   | Vítěz   | 3. kolo | A       | 3. kolo | 4. kolo | 3. kolo | SF      | A       | 4. kolo | A       | A    | 4. kolo | 4. kolo | 1. kolo | A       | 1 / 13 | 38–12  | 76 %    |
| výhry–prohry | 0–0  | 0–0  | 4–4     | 15–3    | 19–4 | 20–3    | 16–4    | 11–2    | 7–3     | 8–4     | 16–4    | 21–3    | 12–3    | 16–3    | 14–3    | 4–1  | 3–1     | 8–4     | 3–3     | 0–1     | 5 / 58 | 203–53 | 79 %    |
| Na Australian Open 2003 a French Open 2003 postoupila do hlavní soutěže po třech výhrách v kvalifikaci.                                                                                      |      |      |         |         |      |         |         |         |         |         |         |         |         |         |         |      |         |         |         |         |        |        |         |
| Na Australian Open 2016 došla do čtvrtfinále. Další měsíc ale tiskové konferenci ohlásila svůj pozitivní test na meldonium. Její výsledek, včetně bodové a finanční odměny jí byly odepsány. |      |      |         |         |      |         |         |         |         |         |         |         |         |         |         |      |         |         |         |         |        |        |         |

| Legenda | Legenda                                   | Legenda | Legenda                     |
| ------- | ----------------------------------------- | ------- | --------------------------- |
| SR      | poměr vyhraných turnajů ku všem odehraným | W–L V–P | výhry–prohry                |
| NH      | daný rok se turnaj nekonal                | A       | turnaje se hráč nezúčastnil |
| 1Q / LQ | prohra v (kole) kvalifikace               | 1k / 1R | prohra v daném kole turnaje |
| QF / ČF | prohra ve čtvrtfinále                     | SF      | prohra v semifinále         |
| F       | prohra ve finále                          | Vítěz   | vítězství v turnaji         |

## Finále na Turnaji mistryň

### Ženská dvouhra: 3 (1 výhra, 2 prohry)
| Stav       | Rok  | Místo konání               | Povrch    | Soupeřka ve finále | Výsledek      |
| ---------- | ---- | -------------------------- | --------- | ------------------ | ------------- |
| Vítězka    | 2004 | Los Angeles, Spojené státy | tvrdý (h) | Serena Williamsová | 4–6, 6–2, 6–4 |
| Finalistka | 2007 | Madrid, Španělsko          | tvrdý (h) | Justine Heninová   | 7–5, 5–7, 3–6 |
| Finalistka | 2012 | Istanbul, Turecko          | tvrdý (h) | Serena Williamsová | 4–6, 3–6      |

### Chronologie výsledků ve dvouhře
| Turnaj         | 2001 | 2002 | 2003 | 2004  | 2005 | 2006 | 2007 | 2008 | 2009 | 2010 | 2011 | 2012 | 2013 | 2014 | 2015 | 2016               | 2017               | 2018               | 2019               | SR    | V–P   | % výher |
| -------------- | ---- | ---- | ---- | ----- | ---- | ---- | ---- | ---- | ---- | ---- | ---- | ---- | ---- | ---- | ---- | ------------------ | ------------------ | ------------------ | ------------------ | ----- | ----- | ------- |
| Turnaj mistryň | DNQ  | DNQ  | DNQ  | Vítěz | SF   | SF   | F    | A1)  | DNQ  | DNQ  | ZS   | F    | A1)  | ZS   | SF   | nekvalifikovala se | nekvalifikovala se | nekvalifikovala se | nekvalifikovala se | 1 / 8 | 21–11 | 66 %    |
| výhry–prohry   | 0–0  | 0–0  | 0–0  | 4–1   | 2–2  | 3–1  | 4–1  | 0–0  | 0–0  | 0–0  | 0–2  | 4–1  | 0–0  | 1–2  | 3–1  | 0–0                | 0–0                | 0–0                | 0–0                | 1 / 8 | 21–11 | 66 %    |

1) – pro zranění ramena sezóny 2008 a 2013 ukončila předčasně, v roce 2008 již po srpnovém Rogers Cupu. Přesto by se v obou případech na turnaj kvalifikovala, v roce 2008 z 9. místa (jako první náhradnice) a roku 2013 ze 3. místa žebříčku WTA.

## Finále na okruhu WTA Tour
| Legenda                                          |
| ------------------------------------------------ |
| D – dvouhra; Č – čtyřhra                         |
| Grand Slam (5–5 D)                               |
| Olympijské hry (0–1 D)                           |
| Turnaj mistryň (1–2 D)                           |
| Tier I / Premier Mandatory & Premier 5 (14–11 D) |
| Tier II / Premier (7–2 D)                        |
| Tier III, IV & V / International (9–2 D; 3–1 Č)  |

| Tituly dle povrchu     |
| ---------------------- |
| tvrdý (20–17 D; 2–1 Č) |
| tráva (3–4 D; 1–0 Č)   |
| antuka (11–2 D)        |
| koberec (2–0 D)        |

### Dvouhra: 59 (36–23)
| Stav       | č.  | datum              | turnaj                                     | povrch      | soupeřka ve finále        | výsledek           |
| ---------- | --- | ------------------ | ------------------------------------------ | ----------- | ------------------------- | ------------------ |
| Vítězka    | 1.  | 29. září 2003      | Tokio, Japonsko                            | tvrdý       | Anikó Kaprosová           | 2–6, 6–2, 7–6(7–5) |
| Vítězka    | 2.  | 27. října 2003     | Québec, Kanada                             | tvrdý (h)   | Milagros Sequeraová       | 6–2skreč           |
| Vítězka    | 3.  | 7. června 2004     | Birmingham, Spojené království             | tráva       | Taťána Golovinová         | 4–6, 6–2, 6–1      |
| Vítězka    | 4.  | 21. června 2004    | Wimbledon, Londýn, Spojené království      | tráva       | Serena Williamsová        | 6–1, 6–4           |
| Vítězka    | 5.  | 27 2004            | Soul, Jižní Korea                          | tvrdý       | Marta Domachowská         | 6–1, 6–1           |
| Vítězka    | 6.  | 4. října 2004      | Tokio, Japonsko (2)                        | tvrdý       | Mashona Washingtonová     | 6–0, 6–1           |
| Finalistka | 1.  | 24. října 2004     | Curych, Švýcarsko                          | tvrdý       | Alicia Moliková           | 6–4, 2–6, 3–6      |
| Vítězka    | 7.  | 8. listopadu 2004  | Turnaj mistryň, Los Angeles, Spojené státy | tvrdý (h)   | Serena Williamsová        | 4–6, 6–2, 6–4      |
| Vítězka    | 8.  | 6. února 2005      | Tokio, Japonsko                            | koberec (h) | Lindsay Davenportová      | 6–1, 3–6, 7–6(7–5) |
| Vítězka    | 9.  | 21. února 2005     | Dauhá, Katar                               | tvrdý       | Alicia Moliková           | 4–6, 6–1, 6–4      |
| Finalistka | 2.  | 3. března 2005     | Key Biscayne, Spojené státy                | tvrdý       | Kim Clijstersová          | 3–6, 5–7           |
| Vítězka    | 10. | 6. června 2005     | Birmingham, Spojené království (2)         | tráva       | Jelena Jankovićová        | 6–2, 4–6, 6–1      |
| Finalistka | 3.  | 26. února 2006     | Dubaj, SAE                                 | tvrdý       | Justine Heninová          | 5–7, 2–6           |
| Vítězka    | 11. | 18. března 2006    | Indian Wells, Spojené státy                | tvrdý       | Jelena Dementěvová        | 6–1, 6–2           |
| Finalistka | 4.  | 2. dubna 2006      | Key Biscayne, Spojené státy (2)            | tvrdý       | Světlana Kuzněcovová      | 4–6, 3–6           |
| Finalistka | 12. | 6. srpna 2006      | San Diego, Spojené státy                   | tvrdý       | Kim Clijstersová          | 7–5, 7–5           |
| Vítězka    | 13. | 9. září 2006       | US Open, New York, Spojené státy           | tvrdý       | Justine Heninová          | 6–4, 6–4           |
| Vítězka    | 14. | 22. října 2006     | Curych, Švýcarsko                          | tvrdý (h)   | Daniela Hantuchová        | 6–1, 4–6, 6–3      |
| Vítězka    | 15. | 29. října 2006     | Linec, Rakousko                            | tvrdý (h)   | Naděžda Petrovová         | 7–5, 6–2           |
| Finalistka | 5.  | 29. ledna 2007     | Australian Open, Melbourne, Austrálie      | tvrdý       | Serena Williamsová        | 1–6, 2–6           |
| Finalistka | 6.  | 18. června 2007    | Birmingham, Spojené království             | tráva       | Jelena Jankovićová        | 6–4, 3–6, 5–7      |
| Vítězka    | 16. | 5. srpna 2007      | San Diego, Spojené státy (2)               | tvrdý       | Patty Schnyderová         | 6–2, 3–6, 6–0      |
| Finalistka | 7.  | 11. listopadu 2007 | Turnaj mistryň, Madrid, Španělsko          | tvrdý (h)   | Justine Heninová          | 7–5, 5–7, 3–6      |
| Vítězka    | 17. | 26. ledna 2008     | Australian Open, Melbourne, Austrálie      | tvrdý       | Ana Ivanovićová           | 7–5, 6–3           |
| Vítězka    | 18. | 24. února 2008     | Dauhá, Katar (2)                           | tvrdý       | Věra Zvonarevová          | 6–1, 2–6, 6–0      |
| Vítězka    | 19. | 13. dubna 2008     | Amelia Island, Spojené státy               | antuka      | Dominika Cibulková        | 7–6(9–7), 6–3      |
| Finalistka | 8.  | 23. srpna 2009     | Toronto, Kanada                            | tvrdý       | Jelena Dementěvová        | 4–6, 3–6           |
| Vítězka    | 20. | 3. října 2009      | Tokio, Japonsko (2)                        | tvrdý       | Jelena Jankovićová        | 5–2skreč           |
| Vítězka    | 21. | 20. února 2010     | Memphis, Spojené státy                     | tvrdý (h)   | Sofia Arvidssonová        | 6–2, 6–1           |
| Vítězka    | 22. | 22. května 2010    | Štrasburk, Francie                         | antuka      | Kristina Barroisová       | 7–5, 6–1           |
| Finalistka | 9.  | 13. června 2010    | Birmingham, Spojené království             | tráva       | Li Na                     | 5–7, 1–6           |
| Finalistka | 10. | 1. srpna 2010      | Stanford, Spojené státy                    | tvrdý       | Viktoria Azarenková       | 4–6, 1–6           |
| Finalistka | 11. | 15. srpna 2010     | Cincinnati, Spojené státy                  | tvrdý       | Kim Clijstersová          | 6–2, 6–7(4–7), 2–6 |
| Finalistka | 12. | 2. dubna 2011      | Key Biscayne, Spojené státy                | tvrdý       | Viktoria Azarenková       | 1–6, 4–6           |
| Vítězka    | 23. | 15. května 2011    | Řím, Itálie                                | antuka      | Samantha Stosurová        | 6–2, 6–4           |
| Finalistka | 13. | 2. července 2011   | Wimbledon, Londýn, Spojené království      | tráva       | Petra Kvitová             | 3–6, 4–6           |
| Vítězka    | 24. | 22. srpna 2011     | Cincinnati, Spojené státy                  | tvrdý       | Jelena Jankovićová        | 4–6, 7–6(7–3), 6–3 |
| Finalistka | 14. | 28. ledna 2012     | Australian Open, Melbourne, Austrálie      | tvrdý       | Viktoria Azarenková       | 3–6, 0–6           |
| Finalistka | 15. | 18. března 2012    | Indian Wells, Spojené státy                | tvrdý       | Viktoria Azarenková       | 2–6, 3–6           |
| Finalistka | 16. | 31. března 2012    | Key Biscayne, Spojené státy                | tvrdý       | Agnieszka Radwańská       | 5–7, 4–6           |
| Vítězka    | 25. | 29. dubna 2012     | Stuttgart, Německo                         | antuka (h)  | Viktoria Azarenková       | 6–1, 6–4           |
| Vítězka    | 26. | 20. května 2012    | Řím, Itálie (2)                            | antuka      | Li Na                     | 4–6, 6–4, 7–6(7–5) |
| Vítězka    | 27. | 9. června 2012     | French Open, Paříž, Francie                | antuka      | Sara Erraniová            | 6–3, 6–2           |
| Finalistka | 17. | 4. srpna 2012      | LOH – Londýn, Spojené království           | tráva       | Serena Williamsová        | 0–6, 1–6           |
| Finalistka | 18. | 7. října 2012      | Peking, Čína                               | tvrdý       | Viktoria Azarenková       | 3–6, 1–6           |
| Finalistka | 19. | 28. října 2012     | Turnaj mistryň, Istanbul, Turecko          | tvrdý (h)   | Serena Williamsová        | 4–6, 3–6           |
| Vítězka    | 28. | 17. března 2013    | Indian Wells, Spojené státy (2)            | tvrdý       | Caroline Wozniacká        | 6–2, 6–2           |
| Finalistka | 20. | 30. března 2013    | Miami, Spojené státy                       | tvrdý       | Serena Williamsová        | 6–4, 3–6, 0–6      |
| Vítězka    | 29. | 28. dubna 2013     | Stuttgart, Německo (2)                     | antuka (h)  | Li Na                     | 6–4, 6–3           |
| Finalistka | 21. | 12. května 2013    | Madrid, Španělsko                          | antuka      | Serena Williamsová        | 1–6, 4–6           |
| Finalistka | 22. | 8. června 2013     | French Open, Paříž, Francie                | antuka      | Serena Williamsová        | 4–6, 4–6           |
| Vítězka    | 30. | 27. dubna 2014     | Stuttgart, Německo (3)                     | antuka (h)  | Ana Ivanovićová           | 3–6, 6–4, 6–1      |
| Vítězka    | 31. | 11. května 2014    | Madrid, Španělsko                          | antuka      | Simona Halepová           | 1–6, 6–2, 6–3      |
| Vítězka    | 32. | 7. června 2014     | French Open, Paříž, Francie (2)            | antuka      | Simona Halepová           | 6–4, 6–7(5–7), 6–4 |
| Vítězka    | 33. | 5. října 2014      | Peking, Čína                               | tvrdý       | Petra Kvitová             | 6–4, 2–6, 6–3      |
| Vítězka    | 34. | 10. ledna 2015     | Brisbane, Austrálie                        | tvrdý       | Ana Ivanovićová           | 6–7(4–7), 6–3, 6–3 |
| Finalistka | 23. | 8. června 2015     | Australian Open, Melbourne, Austrálie      | tvrdý       | Serena Williamsová        | 3–6, 6–7(5–7)      |
| Vítězka    | 35. | 17. května 2015    | Řím, Itálie (3)                            | antuka      | Carla Suárezová Navarrová | 4–6, 7–5, 6–1      |
| Vítězka    | 36. | 15. října 2017     | Tchien-ťin, Čína                           | tvrdý       | Aryna Sabalenková         | 7–5, 7–6(10–8)     |

### Čtyřhra: 4 (3–1)
| Stav       | č. | datum          | turnaj                         | povrch    | spoluhráčka            | soupeřky ve finále                        | výsledek      |
| ---------- | -- | -------------- | ------------------------------ | --------- | ---------------------- | ----------------------------------------- | ------------- |
| Vítězka    | 1. | 29. září 2003  | Tokio, Japonsko                | tvrdý     | Tamarine Tanasugarnová | Ansley Cargillová Ashley Harkleroadová    | 7–6(7–1), 6–0 |
| Vítězka    | 2. | 20. října 2003 | Lucemburk, Lucembursko         | tvrdý (h) | Tamarine Tanasugarnová | Jelena Tatarkovová Marlene Weingärtnerová | 6–1, 6–4      |
| Finalistka | 1. | 16. února 2004 | Memphis, Spojené státy         | tvrdý     | Věra Zvonarevová       | Åsa Svenssonová Meilen Tuová              | 4–6, 6–7(0–7) |
| Vítězka    | 3. | 7. června 2004 | Birmingham, Spojené království | tráva     | Maria Kirilenková      | Lisa McSheaová Milagros Sequeraová        | 6–2, 6–1      |

## Finále na okruhu ITF

### Dvouhra: 6 (4–2)
| Legenda              |
| -------------------- |
| $100 000 tournaments |
| $75 000 tournaments  |
| $50 000 tournaments  |
| $25 000 tournaments  |
| $10 000 tournaments  |

| Finále dle povrchu |
| ------------------ |
| tvrdý (2–2)        |
| antuka (1–0)       |
| tráva (0–0)        |
| koberec (1–0)      |

| Finále dle prostředí |
| -------------------- |
| venku (4–1)          |
| hala (0–1)           |

| Stav       | č. | datum              | turnaj                        | povrch    | soupeřka ve finále     | výsledek      |
| ---------- | -- | ------------------ | ----------------------------- | --------- | ---------------------- | ------------- |
| Vítězka    | 1. | 21. dubna 2002     | Gunma, Japonsko               | koberec   | Aiko Nakamurová        | 6–4, 6–1      |
| Vítězka    | 2. | 4. srpna 2002      | Vancouver, Kanada             | tvrdý     | Laura Granvilleová     | 0–6, 6–3, 6–1 |
| Vítězka    | 3. | 15. září 2002      | Peachtree City, Spojené státy | tvrdý     | Kelly McCainová        | 6–0, 6–1      |
| Finalistka | 1. | 27. října 2002     | Frisco, Spojené státy         | tvrdý     | Tara Snyderová         | 6–1, 4–6, 3–6 |
| Finalistka | 2. | 10. listopadu 2002 | Pittsburgh, Spojené státy     | tvrdý (h) | Maria-Elena Camerinová | 6–7(4–7), 2–6 |
| Vítězka    | 4. | 11. května 2003    | Sea Island, Spojené státy     | antuka    | Christina Wheelerová   | 6–4, 6–3      |

## Postavení na konečném žebříčku WTA

### Dvouhra
| Sezóna | 2002 | 2003  | 2004 | 2005 | 2006 | 2007 | 2008 | 2009  | 2010  | 2011 | 2012 | 2013 | 2014 | 2015 | 2016 | 2017  |
| Pořadí | 186. | ▲ 32. | ▲ 4. | ▬ 4. | ▲ 2. | ▼ 5. | ▼ 9. | ▼ 14. | ▼ 18. | ▲ 4. | ▲ 2. | ▼ 4. | ▲ 2. | ▼ 4. | —    | ▲ 60. |